# Çukurova (Kilikische Ebene)

Çukurova (rosa) in den Provinzen Mersin, Adana, Osmaniye und Hatay (rot)

Die Çukurova (a. d. Türkischen frei übersetzt: Tiefebene; çukur = Grube und ova = Ebene, Becken), in Antike und Mittelalter ein Teil von Kilikien, ist eine fruchtbare Tiefebene zwischen dem Taurusgebirge und dem Golf von İskenderun im Süden der Türkei. Die drei Flüsse Seyhan, Ceyhan und Tarsus Çayı fließen aus dem Taurus-Gebirge zum Mittelmeer durch die deltaartige Schwemmlandebene, die sie selbst mit ihren Sedimenten aufgebaut und vorgeschoben haben.
Die Çukurova ist auch durch Werke von Yaşar Kemal bekannt geworden.

## Lage und Bedeutung
Die Ebene der Çukurova wird hauptsächlich durch alluviale Ablagerungen die Flüsse Seyhan, Ceyhan und Tarsus Çayı mit unterschiedlichen Sedimentzusammensetzungen aufgebaut, was zur Ansammlung einer alluvialen Ablagerung mit einer Dicke von mindestens 300 m wahrscheinlich während der letzten 0,6 Millionen Jahre führte, wie 1984 Bohrungen bei hydrogeologischen Untersuchungen durch das türkische staatliche Wasserbauamt (DSI, Devlet Su İşleri) und geophysikalischen Prospektionen für die Kohlenwasserstoffforschung ergaben. Demnach betrug die jährliche Sedimentfracht z. B. des Ceyhan vor dem Bau des Aslantaş-Staudamms im Jahr 1984 im Mündungsgebiet mit verschachtelten Küstendünen, Lagunen und Sümpfen, die die Flussmündung flankieren, 5,5 Millionen Tonnen. Danach nahm die Sedimentfracht dramatisch ab, und die Küste erfährt mittlerweile deutliche Erosionsprozesse. Die heutige Deltaebene zeigt zudem für den Verlauf des Ceyhan eine Verlagerung der Mündung ostwärts in Richtung Yumurtalık (Ayas), wobei der ehemalige Mündungsarm (Dalyan) bei Karataş stillgelegt wurde. Man ging ursprünglich davon aus, dass diese Ceyhan-Verlegung im Mittelalter stattgefunden hat, inzwischen aber wurde sie anhand archäologischer Überreste eines Dorfes, das auf den Sedimenten eines früheren Deltas steht, auf etwa 3000–4000 Jahre vor Christus datiert. Vermutlich hielt der Ceyhan beide Deltaarme, Dalyan-Mündung und Ayas-Bucht, alternativ aktiv, je nach Intensität von Überschwemmungen, Variationen in den Bettverläufen und seitlichen Ufern. Die Mündung bei Yumurtalık war bis 1935 noch aktiv, bis durch einen neuen Umleitungskanal ein weiteres, südliches Delta entstand, das ein riesiges Lagunengebiet östlich und südlich des Dorfes Adalı füllte. Ein Teil der dortigen Lagune von Ağyatan (Akyatan) ist noch heute sichtbar und wird seewärts vom Küstengürtel von Tobruk begrenzt. Sie ist heute ein 14700 Hektar großes Feuchtgebiet und Ökosystem, das von der Ramsar-Konvention als Feuchtgebiet von internationaler Bedeutung ausgewiesen wird – ein wichtiger Zwischenstopp für Zugvögel, der von BirdLife International als wichtiges Vogelschutzgebiet anerkannt wird. Es ist zudem die größte Kolonie für grüne Schildkröten am Mittelmeer und hält 43 % der Brutpopulation im Mittelmeerraum.
Bedingt durch ihre fruchtbaren Alluvialböden und ein entsprechendes Klima liegt in der Çukurova das größte Baumwoll-Anbaugebiet der Türkei. Die Çukurova-Ebene ist somit eines der wichtigsten Ackerbaugebiete des Landes, darüber hinaus auch eine prosperierende Industrieregion der Türkei.
In der Çukurova-Ebene liegen folgende Großstädte:
- Adana
- Mersin
- Osmaniye
- Tarsus
- Ceyhan

Der Großraum der Çukurova, jene ausgedehnte Alluvialebene mit einer Fläche von 5144 km² um die Unterläufe der Flüsse Ceyhan, Seyhan und Tarsus Çayı, ist die größte Küstenebene der Türkei. Sie gliedert sich in acht Teilebenen:
1. Yüreğir Ovası (die zentrale Ebene um den unteren Seyhan), 1250 km²;
2. Yukarı Ova (Ceyhan Ovası; nördlich des mittleren Ceyhan), 2050 km² im Norden;
3. Haruniye Ovası, 105 km² im äußersten Nordosten;
4. Osmaniye Ovası, 135 km² im Osten;
5. Yumurtalık Ovası, 120 km² im Süden;
6. Misis Ovası, 234 km² in der Mitte;
7. Tarsus Ovası, 850 km² im Westen;
8. Berdan Ovası, 400 km² im äußersten Westen.

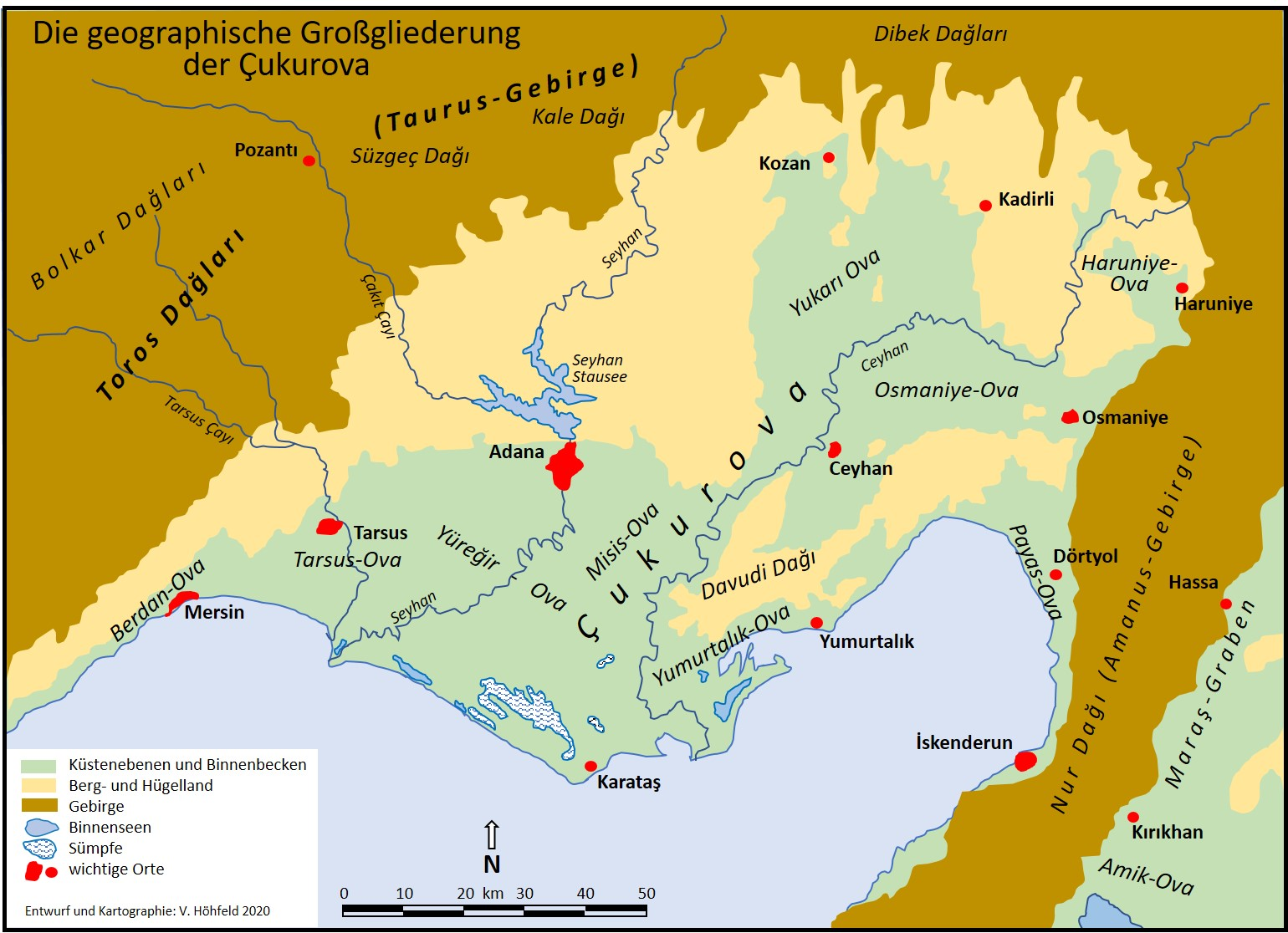
Die Karte zeigt die geographische Großgliederung der Çukurova und ihrer Umrahmung in der Süd-Türkei.

Von diesen decken die zentralen Teile, d. h. die „untere“ (Yüreğir Ovası) und die „obere“ (Yukarı Ova oder Ceyhan Ovası) Ebene mit jeweils 24,3 % bzw. 39,9 % bereits den Hauptteil (64,2 %) der Çukurova ab. Durch eine Geländeschwelle bei Misis wird die Yüreğir-Ebene von der oberen Ebene (Yukarı Ova) getrennt. Im Osten grenzt die Yüreğir Ovası an den Ceyhan, im Westen greift sie über den Seyhan hinaus, und im Süden ist das Mittelmeer die Grenze. Die Yüreğir-Ebene ist zugleich der zentrale Teil der Çukurova. Dort gibt es, abgesehen von vereinzelten kleinen Tertiär-Hügeln, keine wesentlichen Höhenunterschiede. Lediglich der im nördlichen Teil gelegene Çaldağ erreicht eine Höhe von 145 m. Entlang der Mittelmeerküste, einer Haff-Küste, deren Grenze im Altertum 10 bis 12 km weiter landeinwärts lag, reihen sich, von den Strandseen Tuzgölü und Kokarot und den Akyatan-Lagunen begleitet, Dünenzüge. Lediglich bei Karataş ist die Küste auf etwa 10 km Länge von niedrigen Erhebungen einer von SW nach NO streichenden Tertiär-Scholle unterbrochen. Entsprechend dem Delta-Charakter der Ebene liegt der südliche Teil bereits so niedrig, dass er infolge mangelnder natürlicher Drainage stark versumpft ist.  Die Gesamtfläche der Çukurova liegt bei ca. 5144 km². Davon entfallen auf die Provinz Adana mit 3894 km² mehr als drei Viertel (75,7 %). Die Provinzstadt Adana, mitten in der Ebene am Seyhan gelegen, kann unbestritten als kulturelles, in erster Linie aber als Wirtschafts- und Handelszentrum der Region angesehen werden. Beherrscht wird die Ebene heute von zwei signifikanten Pflanzen-Kulturen und zwei auffälligen Institutionen: von großen Zitrusanlagen und riesigen Baumwollschlägen einerseits, andererseits von der Baumwoll- (und Zitrus-) Genossenschaft „Çukobirlik“ und einer offenbar florierenden Textilindustrie, aus der sich eine Vielfalt begleitender Wirtschaftszweige entwickeln konnte.
Gemessen an der ökonomischen Entwicklung des Gesamtlandes zählt die Wirtschaftslandschaft Çukurova wohl mit zu den interessantesten Gebieten der Türkei. Zeichnen sich die Regionen um İzmir oder Istanbul auch durch eine deutlich stärkere wirtschaftliche Prosperität aus, so bildet die Kilikische Ebene (Çukurova) aus der Sicht der Geographie gleichwohl in sozio-kultureller, wirtschaftlicher und physisch-geographischer Hinsicht eine relative Einheit. Sie hat zudem eine überschaubare Dimension und bietet den Vorteil, dass sich hier die Bereiche von Landwirtschaft und Industrie in für die Türkei seltenen Verknüpfungen darbieten. Heute ist diese Landschaft einer der fortschrittlichsten wirtschaftlichen Vorzugsräume der Türkei mit Ansätzen zur Ausbildung einer modernen Industriegesellschaft und einer reichen Oberschicht mit allen positiven und negativen Konsequenzen.

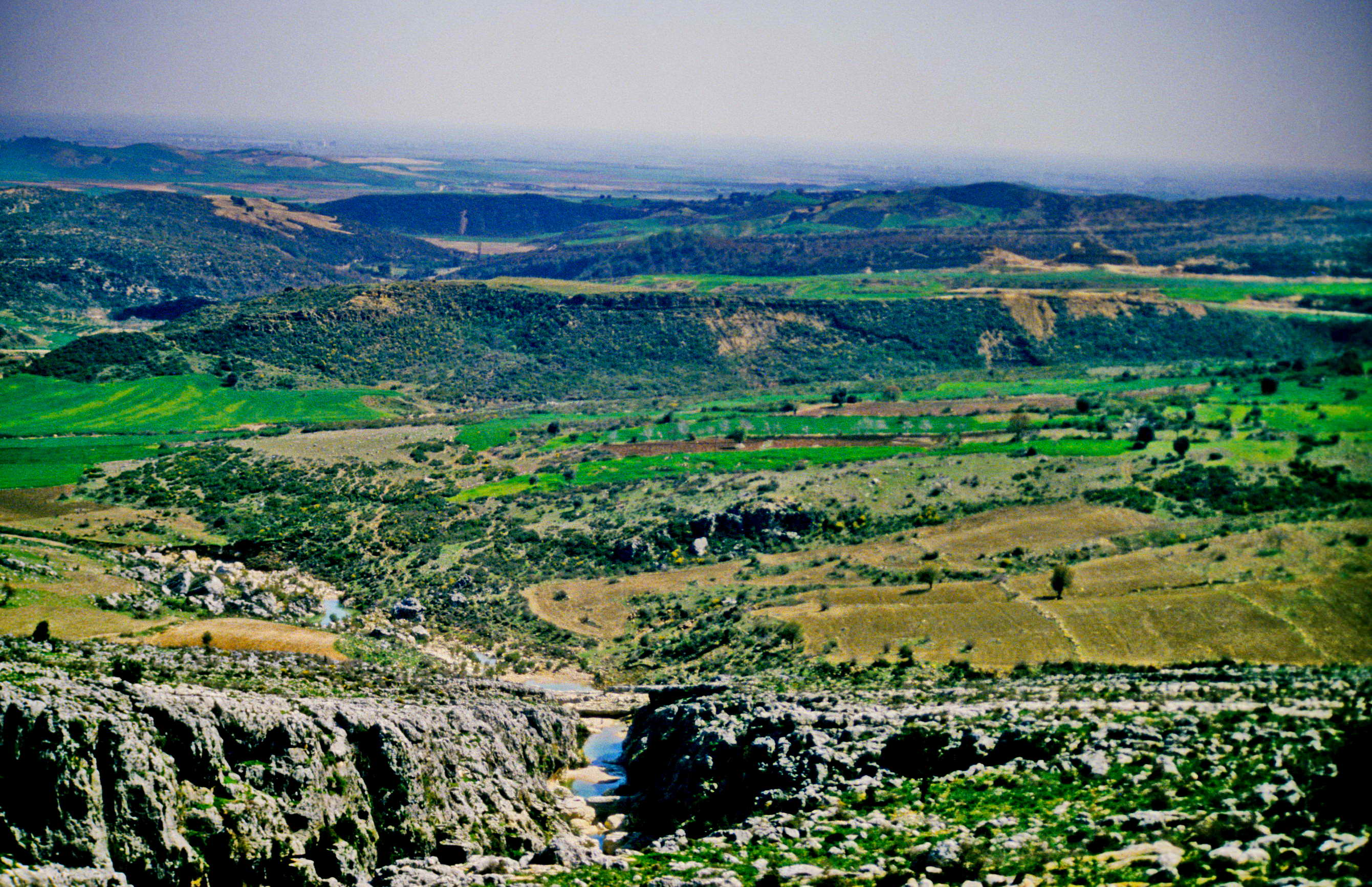
Blick über einen Part des Tertiär-Hügellandes auf die Tarsus-Ova der Çukurova im Hintergrund.

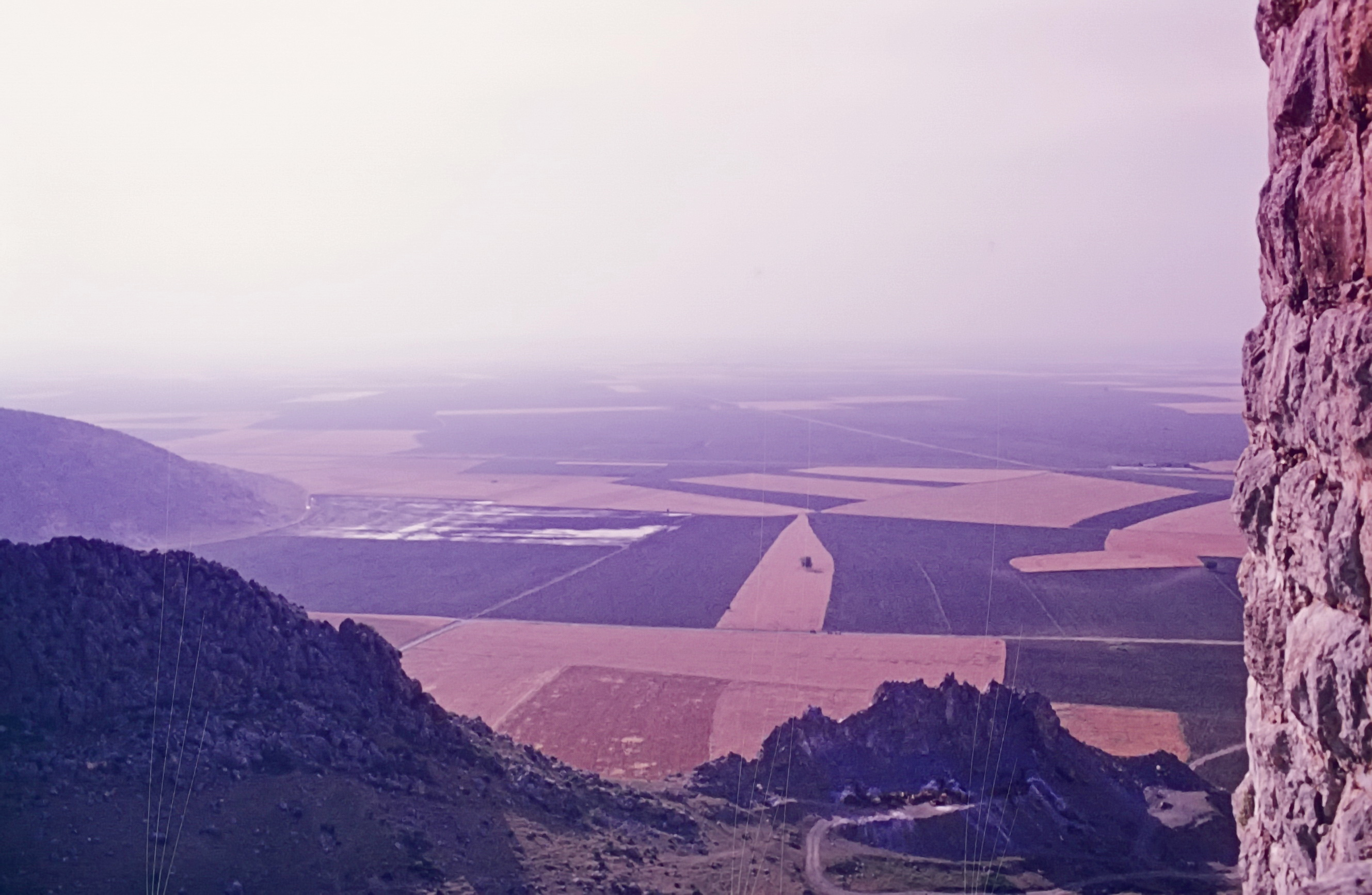
Von der Höhe der Burg Yılankalesi hat man selbst im Spätsommer einen ausgezeichneten Blick über die im Dunst liegende Çukurova bei Ceyhan.

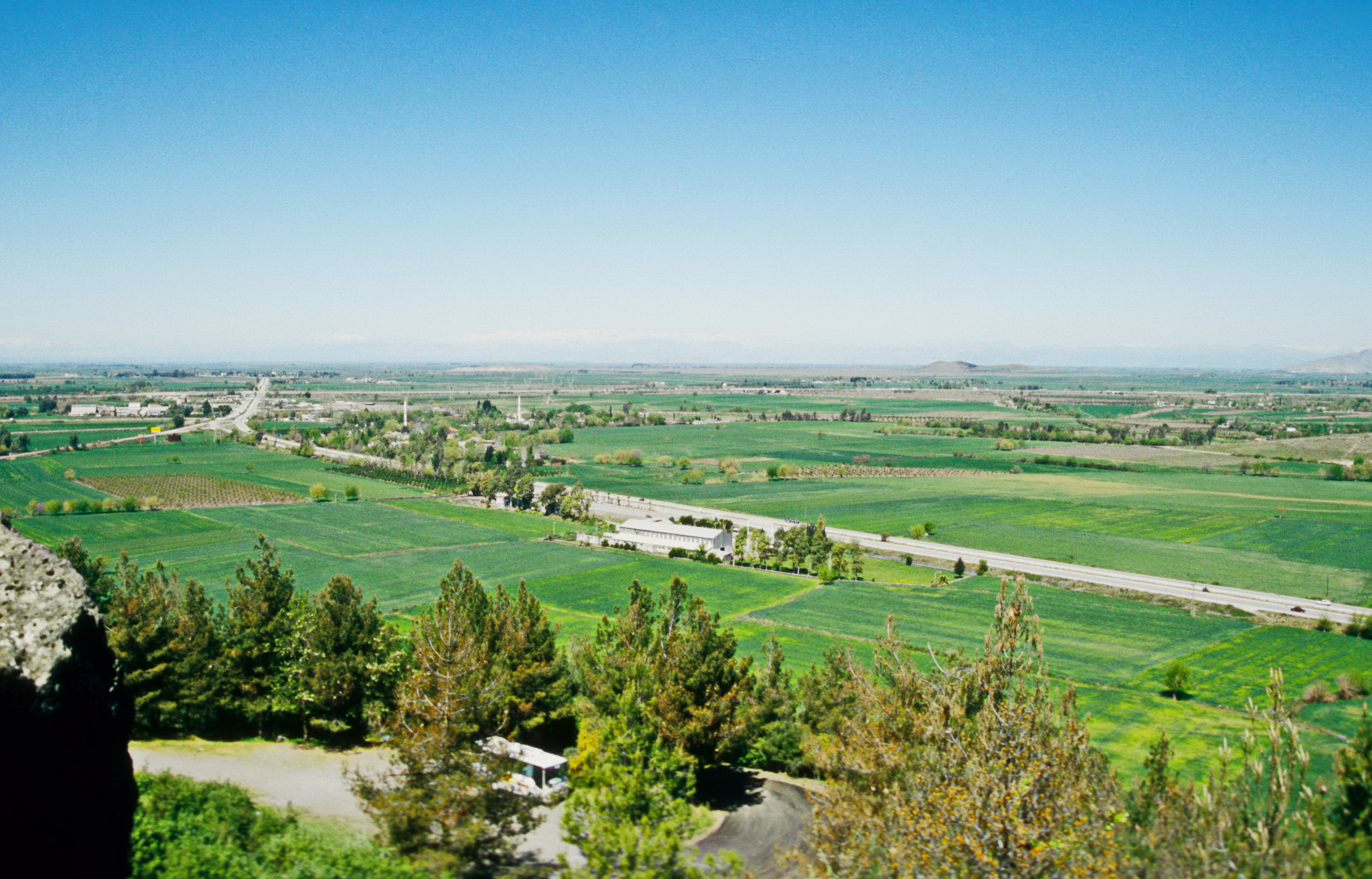
Blick unweit Issos von der Felsenburg Toprakkale an der „syrischen Pforte“ über die obere Çukurova.

Die Grenzen der Çukurova verlaufen im Norden innerhalb der Fußzonen der zum Taurus hin ansteigenden Bergländer. Geologisch ist die Çukurova ein mesozoisch-tertiäres Einbruchsbecken, dessen alter Sockel an den Rändern noch erkennbar ist. Dazu zählen die schmalen Gebirgsfußflächen am Südabfall des Taurus zwischen Mersin und Tarsus ebenso wie die Berg- und Hügelländer des mittleren Seyhan und mittleren Ceyhan mit ihren Terrassen und niedrigen Plateaus. Eine Besonderheit bilden die aus mesozoischen Kalken aufgebauten, steil aufragenden Misis Dağları (Davudi Dağı) im Südwesten und innerhalb der Beckenbereiche Terrassenreste verschiedener pleistozäner Meereshochstände.
Die Çukurova ist trotz regionaler Unterschiede weitgehend eine geographisch-kulturlandschaftliche Einheit, deren nordwestliche und nördliche Begrenzung die Ketten des über 3000 m hohen Taurus und deren östliche das bis zu 2200 m hohe Amanos-Gebirge (Nur Dağları) bilden. Nur die westliche Begrenzung ist unscharf und variiert je nach Quelle zwischen der Mündung des Göksu (Kalykadnos/Saleph) bei Silifke und dem weiter östlichen Limonlu Çayı (Lamos).
Umrahmt von den Gebirgsteilen der hohen Taurusketten reichten in der Antike die Grenzen der Çukurova (Tieflandregion Kilikiens) als tiefer gelegener Teil Kilikiens von Lamos am Limonlu Çayı in der Nähe der heutigen Ruinenstadt Viranşehir bei Mersin im Westen bis zum Amanos-Gebirge bei Issos (Kinet Hüyük) im Osten, endeten im Norden am markanten Anstieg zum Taurus und im Süden an den Küsten des Mittelmeeres. Diese Großlandschaft Kilikia Pedias bzw. Cilicia Campestris fungierte damals bereits – wenn auch durch enge Passagen – als Durchgangsregion zwischen Anatolien und Mesopotamien, die u. a. von Alexander dem Großen (333 v. Chr.) und Barbarossa (1190) genutzt wurde. Die große Ebene wird amphitheatrisch von hohen Gebirgen und verschiedenen Terrassen-Niveaus, niedrigen Plateaus, Vorhügelbereichen und Gebirgsabhängen umrahmt. Trotz dieser markanten und partiell schwer passierbaren Begrenzungen verfügt die Region über verschiedene Zugangswege, die die Çukurova seit der Antike mit den Nachbargebieten Syriens im Osten und dem anatolischen Hochland im Norden verbanden: Dazu zählen durch den Taurus der Lauf des Göksu via Mut und die »Kilikische Pforte« via Pozantı, weniger wohl die Oberläufe von Seyhan und Ceyhan. Im Osten öffnen sich durch das Amanos-Gebirge zwei Pässe ostwärts in den Maraș-Graben: Der nördlichen Amanos-Pass (Amanische Pforte, heute Bahçe-Pass) in die Ebene von İslahiye und der südliche Amanos-Pass entlang der Küste über İskenderun und die „Syrische Pforte“ (heute Beilan-Pass) in die Amik Ovası. Entlang der Achse durch die Çukurova von den Amanos-Pässen zu den Taurus-Pässen verläuft seit der Antike die wichtigste Verkehrsader von Nordsyrien nach Anatolien. Dieser Route folgen heute eine Autobahn, eine Nationalstraße und die Trasse der zu Beginn des 20. Jh. erbauten Baghdad-Bahn.
Aufgrund der beiden unterschiedlichen geografischen Strukturen Kilikiens ist das gebirgige (taurische) Kilikien (Cilicia Trachea) eher dünn besiedelt, während das Tiefland Kilikiens (Cilicia Campestris) dank seiner weitgehend flachen Orografie und fruchtbaren Schwemmlandböden eine sehr dichte Besiedlung aufweist. Die von basaltischen Vulkandecken durchbrochene Ebene Kilikiens wird auch als schwarzes Kilikien bezeichnet, ist allerdings auch stark erdbebengefährdet. Die Çukurova liegt im sogenannten neogenen Adana-Becken in der Schnittregion der arabischen, afrikanischen und anatolischen Platten und ist tektonisch geprägt von der Ecemiş-Verwerfungszone im Nordwesten und von der Karataş-Verwerfungszone entlang der Misis-Gebirge (Davudi Dağı) im Südosten. Das gesamte Gebiet ist somit durch intensive Seismizität mit zerstörerischen Erdbeben gekennzeichnet. So war das Erdbeben von 1998 mit der Misis-Verwerfung verbunden, wobei Verluste und Gebäudeschäden in der Stadt Adana und in der Industriezone Adanas sowie Bodenverflüssigung und Einsturz des Flussufers im Gebiet des Dorfes Abdioğlu verursacht wurden.
Die Unterläufe der Flüsse Tarsus Çayı (griechisch Kydnos), Seyhan (Saros) und Ceyhan (Pyramos) waren wohl in der Antike schiffbar, denn als während des 1. Kreuzzuges im Winter 1108 der Normanne Tankred Kilikien von Antiochia aus angriff, ruderte ein Teil seiner Truppen von See her kommend auf Triremen den Pyramos (Ceyhan) hinauf bis zu jener steinernen römischen Brücke, die damals wie heute Teile von Misis (Mopsuestia, Mamistra) verbindet. Einige der damaligen größeren Städte, wie z. B. Tarsus und Misis, dürften Flusshäfen besessen haben.

## Klima der Çukurova

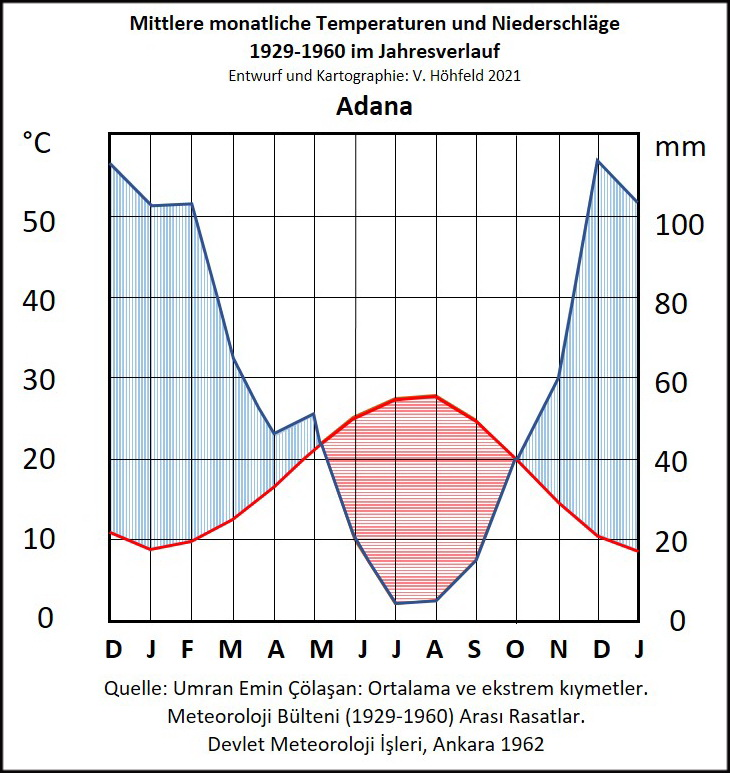
Das Klimadiagramm zeigt den Jahres-Verlauf der monatlichen Mitteltemperaturen und mittleren Niederschläge in der Region Adana zwischen 1929 und 1960.

Die Çukurova liegt im Bereich des Mittelmeerklimas. Heißen und trockenen Sommern stehen milde und niederschlagsreiche Winter gegenüber. Die Luftfeuchte ist in der Regel sehr hoch (Schwüle). Die durchschnittliche Jahrestemperatur liegt bei 18,5 °C, die mittlere Temperatur im Januar bei ca. 9 °C. Nur selten (etwa neun Tage im Jahr) sinkt die Temperatur unter 0 °C. Die durchschnittlichen Jahresniederschläge liegen in der Ebene bei 600 mm und steigen im Bergland bis auf über 1000 mm an. Ihre prozentuale Verteilung auf die Jahreszeiten betont die ausgeprägte sommerliche Trockenzeit: im Frühjahr 25 %, im Sommer 5 %, im Herbst 21 % und im Winter 45 %. Die Regenzeit beginnt im Oktober (39,2 mm) und endet Anfang Juni. Die meisten Niederschläge fallen im Dezember (113,9 mm). Da die Temperaturen im März/April nicht unter 15 °C (mittlere Monatstemperatur), von Juni bis August nicht unter 25 °C sinken und im Frühjahr genügend Niederschläge fallen, aber Ende August ausbleiben, ist die Verteilung der Niederschläge und Temperaturen für die Kultivierung (Aussaat, Keimen, Ernten) von qualitativ guter Baumwolle ideal und ergiebig.

## Typische Böden der Çukurova
Entsprechend dem Delta-Charakter herrschen Alluvialböden vor allem in den Flachbereichen der Çukurova vor, wobei die Feinkörnigkeit nach Süden zum Meer hinzunimmt. Alkali- und Salzgehalt sind trotz der Nähe zum Meer und der niedrigen Lage – mit Ausnahme des südlichen Teils der Ebene – unbedeutend. Wo Drainagevorrichtungen nur mangelhaft vorhanden sind und der Boden wenig wasserdurchlässig ist, entwickelten sich zumeist graue, hydromorph versalzte Böden besonders im Süden der Ebene, die sich kaum für landwirtschaftliche Nutzung eignen. Der ansonsten qualitativ meist sehr gute Boden kann problemlos bewässert werden und ist somit für die landwirtschaftliche Nutzung bestens geeignet. Im Einzelnen variieren die Bodentypen jeweils entsprechend dem überkommenen Ökosystem des Deltas, wobei die zahlreichen ehemaligen Altwasserarme der Flüsse maßgebend sind. Im Küstenbereich in der Umgebung der Lagunen findet man Gleye und Solonchaks (Salzböden), auf den Küstendünen sandige Rohböden. Für die Landwirtschaft hat auch dieser Bereich kaum Bedeutung. Terra rossa ist jeweils da zu finden, wo der tertiäre Unterbau die alluvialen Sedimente durchragt, vor allem also auf den Kalkhügeln, die sich von Misis aus in Richtung Adana erstrecken, sowie an den Ceyhan-Ufern.

## Aspekte zur Vegetation der Çukurova
Baumwollkulturen bestimmen in der Çukurova weite Teile der Flachlandschaften und bildet heute den Hauptwirtschaftszweig. Noch bis zur Mitte des 19. Jahrhunderts waren weite Partien der Çukurova mit Eichen bewaldet. Kinneir schreibt von großen Wäldern, die sich von Karataş bis Adana hinziehen und als Bauholz verwendet werden. Auch der Botaniker Theodor Kotschy spricht von einem großen Eichenbestand (Quercus infectoria, Aleppo-Eiche, Färber-Eiche), der sich zehn Stunden vom Seyhan-Ufer bis zum Ceyhan erstreckte. Die Tarsus-Ova und die Yukarı Ova waren dagegen weitgehend Sumpf- und Steppenland. Der in der Mitte des 19. Jahrhunderts einsetzende Siedlungsprozess in der Yüreğir-Ebene führte mit der Verdichtung des Siedlungsnetzes durch zuwandernde Şarklı (Ostanatolier) und Ansiedlung nomadischer Stämme um 1870 bis zum Beginn des 20. Jahrhunderts zur vollständigen Entwaldung, so dass heute keine einzige Eiche mehr in der Ebene zu finden ist. Zur Trockenlegung der Sümpfe wurden am Ende des 19. Jahrhunderts Eukalypten und Robinien angepflanzt, die zum Wuchs sehr viel Wasser benötigen und zudem als Windschutz dienen. Darüber hinaus wurde mancherorts die Königspalme kultiviert.

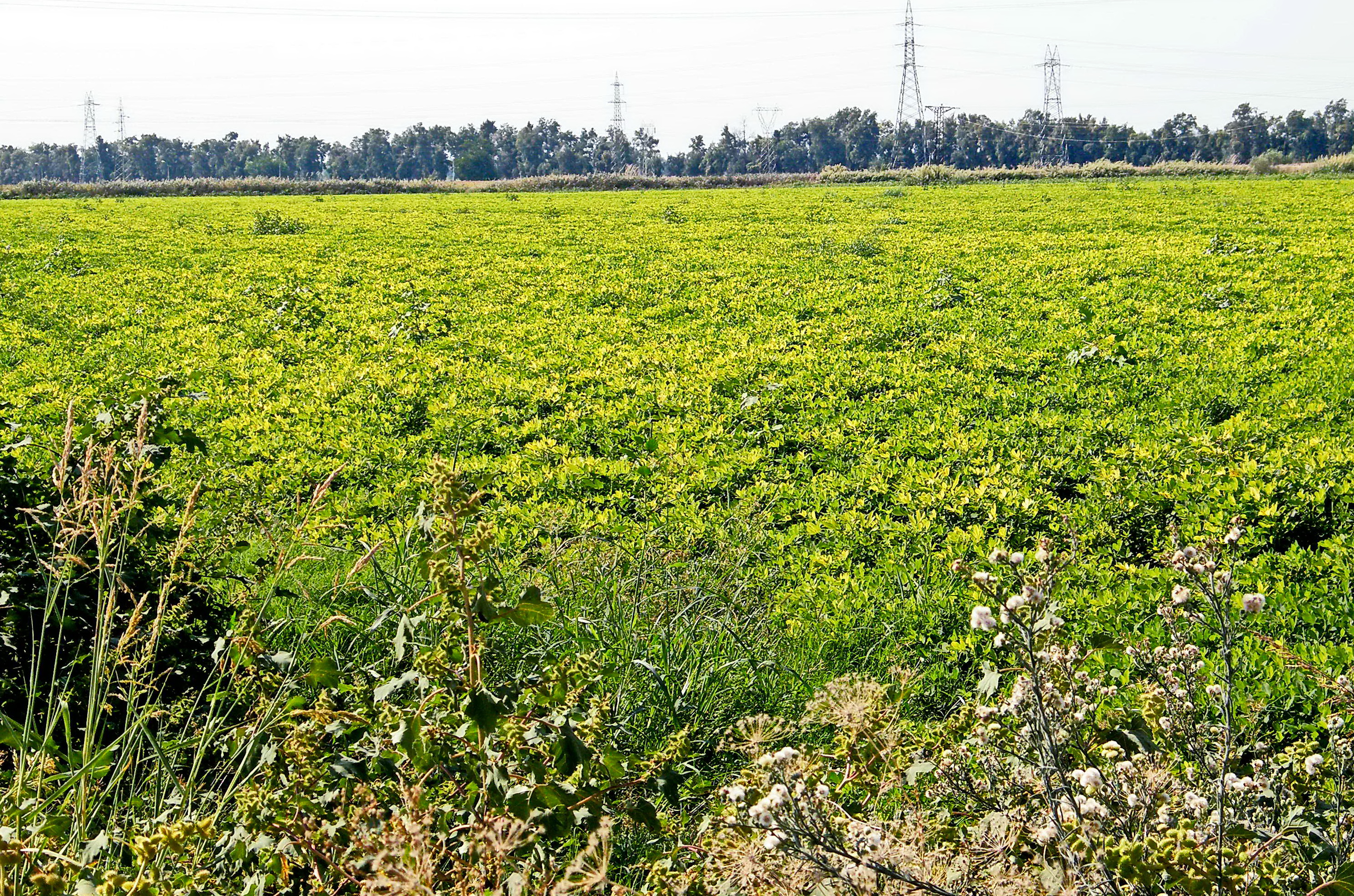
Die Erdnuss wird in der Çukurova zwar bereits seit längerem kultiviert, ist dort aber bislang keine allzu häufig anzutreffende Feldfrucht. Ihr Anbau hat aber deutlich zugenommen.

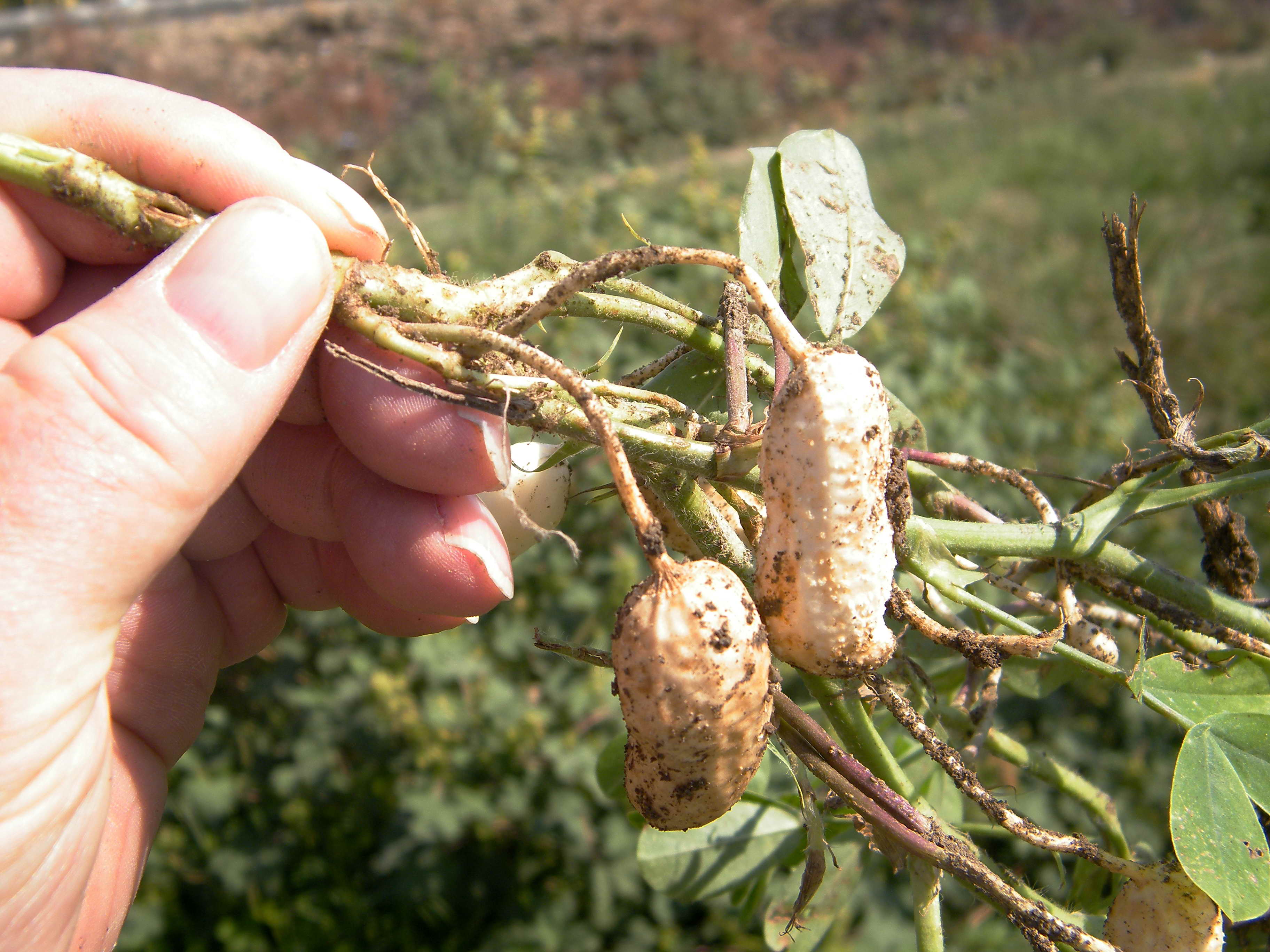
Was viele nicht wissen: Die Erdnusspflanze ist eine Hülsenfrucht, die sich entwicklungsgenetisch zur Nuss gewandelt hat. Die Nüsse wachsen im Wurzelbereich im Boden.

Die rezente Kulturland-Vegetation umfasst die typischen Bestände des Mittelmeerraumes: Vor allem in der Yüreğir-Ebene in der Umgebung von Adana und im Gebiet in Richtung Karataş findet man Hortikulturen (Gartenkulturen) mit Feigen, Granatäpfeln, Maulbeeren, Mandeln, Aprikosen und Zitrusfrüchten. Daneben gibt es weitere nennenswerte Obstanbaugebiete am rechten Ceyhanufer sowie in den Gemeinden Alihocalı, Karalhüyüğü, Tahçe und Tuzla. Zudem wird neben Ölbäumen auch Zuckerrohr kultiviert, das hier nicht der Zucker-Gewinnung dient, sondern als Speise und zur Herstellung von Saft. Die Çukurova ist außerdem nicht nur der zweitgrößte Honigproduzent in der Türkei, sie ist auch im Land führend bei der Ernte von Soja, Erdnüssen und Mais und ein bedeutender Produzent von Obst und Gemüse. Die Erdnuss wird in der Çukurova zwar bereits seit längerem kultiviert, ist dort aber zunächst keine allzu häufig anzutreffende Feldfrucht gewesen. Ihr Anbau hat jedoch in den letzten Jahrzehnten deutlich zugenommen. Die Hälfte des türkischen Zitrusexports stammt aus Çukurova. Man findet natürlich Zypressen und auch „Fremdlinge“, wie Kasuarinen (Casuarina equisetifolia, Kängurubaum), Mimosen, Agaven, Palmen, Lebensbaum (Thuja sutchuenensis), Feigenkakteen (Opuntien; Opuntia ficus-indica), Pistazien sowie auffallend häufig Ulmen. An den Flussufern überwiegen Weiden, Tamarisken, Ölweiden und Schilf, das als Windschutz und Einfriedung verwendet wird. Auf den Dünenzügen wachsen wilde Reben, Myrte, Brombeeren und weiter landeinwärts diverse Halophyten. Bekannt ist, dass es in der Çukurova bereits im 16. Jahrhundert Reisanbau gab. Soysal ermittelte den Schwerpunkt von damaligen Reisplantage-Siedlungen in der oberen Ebene entlang des Ceyhan bedingt durch die zahlreichen Flussarme und Bäche sowie aufgrund der nachweisbaren Bewässerungstechniken (Norias/Wasserschöpfräder). Von den für das Sandschak Adana genannten 31 Reisplantagen befanden sich damals insgesamt 25 im Bereich Kınık.

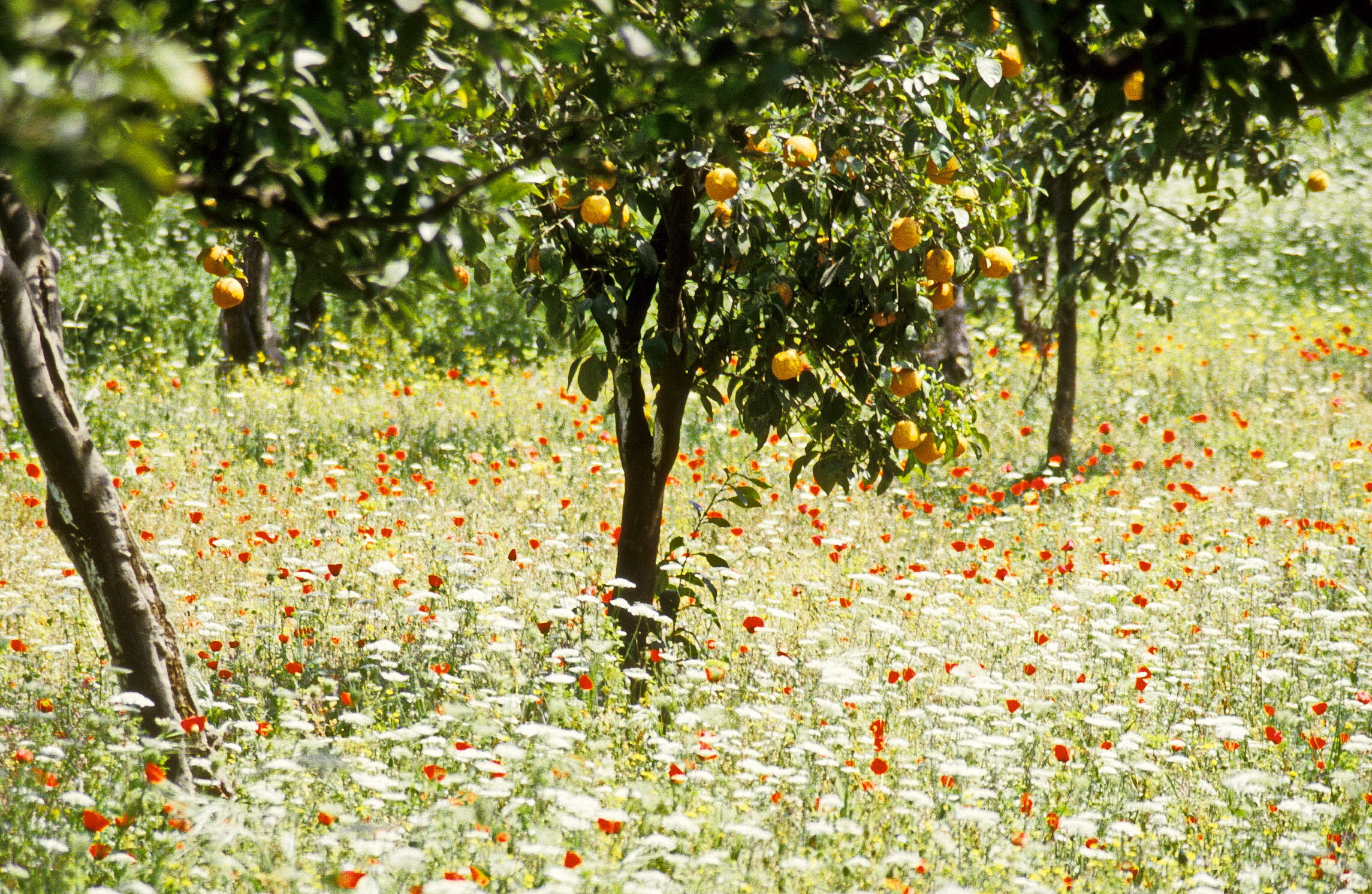
Die Hälfte des türkischen Zitrus-Exports stammt aus Çukurova. Im Frühjahr leuchten die orangen Zitrusfrüchte dort überall.

In den Fußregionen des Taurus und den Tertiär-Hügelländern ist abseits agrarisch genutzter Partien normalerweise eine eher artenarme trockenresistente, kälteempfindliche mediterrane Vegetation mit immergrünen Hartlaubgehölzen zumeist in Form der Macchie anzutreffen, u. a. mit Arbutusarten (Erdbeerbaum), Kermeseiche, Wildolive, Lorbeer, Myrthe, Erica arborea (Baumerika/Baumheide), Buxus sempervirens (Buchsbaum) und Cistusarten (Zistrose). Neben der Brutischen Kiefer (Pinus brutia) und der eher seltenen Pinie (Pinus pinea) ist der Johannisbrotbaum (Ceratonia siliqua) ein sehr charakteristischer Baum der Macchie, dessen Früchte von den Bauern als Viehfutter und Gemüse verwendet werden. Der Ostrand der Çukurova nimmt in den unteren Partien der Nur Dağları (Gavur Dağları, Amanos-Gebirge) in dieser Hinsicht eine etwas besondere Stellung ein. Weil dort im Winter, wenn Tiefdruckgebiete am Südrand Anatoliens nach Osten in den Golf von İskenderun ziehen, aufgrund seiner weit nach Südwesten vorspringenden Lage besonders viele Niederschläge fallen, breitet sich von Osmaniye her an den unteren Hängen eine artenreiche, recht üppige Macchie aus.

## Geschichte

### Frühe Geschichte
Die bekannte Geschichte der Çukurova reicht aufgrund von bislang gemachten historischen Befunden über 6.000 Jahre zurück. Die ersten einigermaßen gesicherten inschriftlichen Erwähnungen der kilikischen Ebene datieren in die Zeit des Pharao Sesostris I. (ca. 1971–1928 v. Chr.), als ein Herrscher aus dem Land Kawa erwähnt wird, das von Mirko Novak in der Kilikischen Ebene lokalisiert wird. Adana und seine Umgebung wurden seit dem 2. Jahrtausend v. Chr. bis heute unter verschiedenen Namen erwähnt, wobei fast jedes Volk, das hierherkam, der Region seinen eigenen Namen gab. So wurden auch lokale Königreiche, die im 1. Jahrtausend v. Chr. in der Region gegründet wurden, mit verschiedenen Namen bezeichnet. Die Assyrer nannten diese Gebiete Que, die Babylonier Hume, der luwische Name lautete Hi-ia-wa. Eine bedeutende Stadt in Que war Azatiwataya. Der älteste Name, der jemals bestimmt werden konnte, ist Kizzuwatna. In ägyptischen Quellen wird diese Region als „q s wa d na“ bezeichnet, eine ägyptische Transkription des hethitischen Namens. In einem späthethitischen Relief, das eine zweisprachige Inschrift in luwischer und phönizischer Schrift enthält, wird die Region als „Ebene von Adana“ bezeichnet und meint vermutlich die Çukurova. Nach bisherigen Erkenntnissen war der alte Name der Çukurova Ḥwa (in unterschiedlichen Abwandlungen Kawa, Qawe, Quwe, Que, Ḥiyawa oder Ḫumē). Daneben ist bereits in althethitischen Quellen die Rede vom „Land von Adan(iy)a“, von der „Ebene von Adana“ oder dem Land der „dnnym“ (A-Danunäer) als Synonym für Kizzuwatna. Im Gegensatz zur heutigen Çukurova umfasste die Region Kizzuwatna (Kilikien) im 1. und 2. Jahrtausend v. Chr. sicherlich ein größeres geographisches Gebiet. Damals, in der mittelhethitischen Zeit (1450–1350 v. Chr.), stammte die hethitische Königin Puduḫepa aus Hurri-Kizzuwatna, somit aus Kilikien. Und Kilikien wurde bereits damals in zwei Teile geteilt: in das raue bzw. gebirgige Kilikien (das spätere Cilicia Trachea/Cilicia Aspera) und die Kilikische Ebene (das spätere Cilicia Campestris/Cilicia Pedias), die heutige Çukurova. Seine damaligen Grenzen sind zwar in etwa bekannt, aber wie in vielen anderen Regionen hatte auch Kizzuwatna ein Kerngebiet mit Pufferzonen im Westen, Norden und Osten sowie temporäre Expansionsgebiete, die je nach politischer Entwicklung schwankten. Neben einer unbekannten Vorbevölkerung war die Region u. a. bewohnt von luwischen, hurritischen und hethitischen Zuwanderern. Das hurritische Element scheint zumindest ab dem dritten Viertel des 2. Jahrtausends v. Chr. in Kilikien neben dem luwischen bestimmend gewesen zu sein. In dieser Epoche existiert das Königreich Kizzuwatna, das sich etwa Mitte des 2. Jahrtausends v. Chr. etabliert hatte, bis zu seiner Annexion durch das hethitische Großreich als eigenständige Macht, wofür mehrere Könige bezeugt sind, und als Pufferstaat zwischen Ḫatti und Mittani.

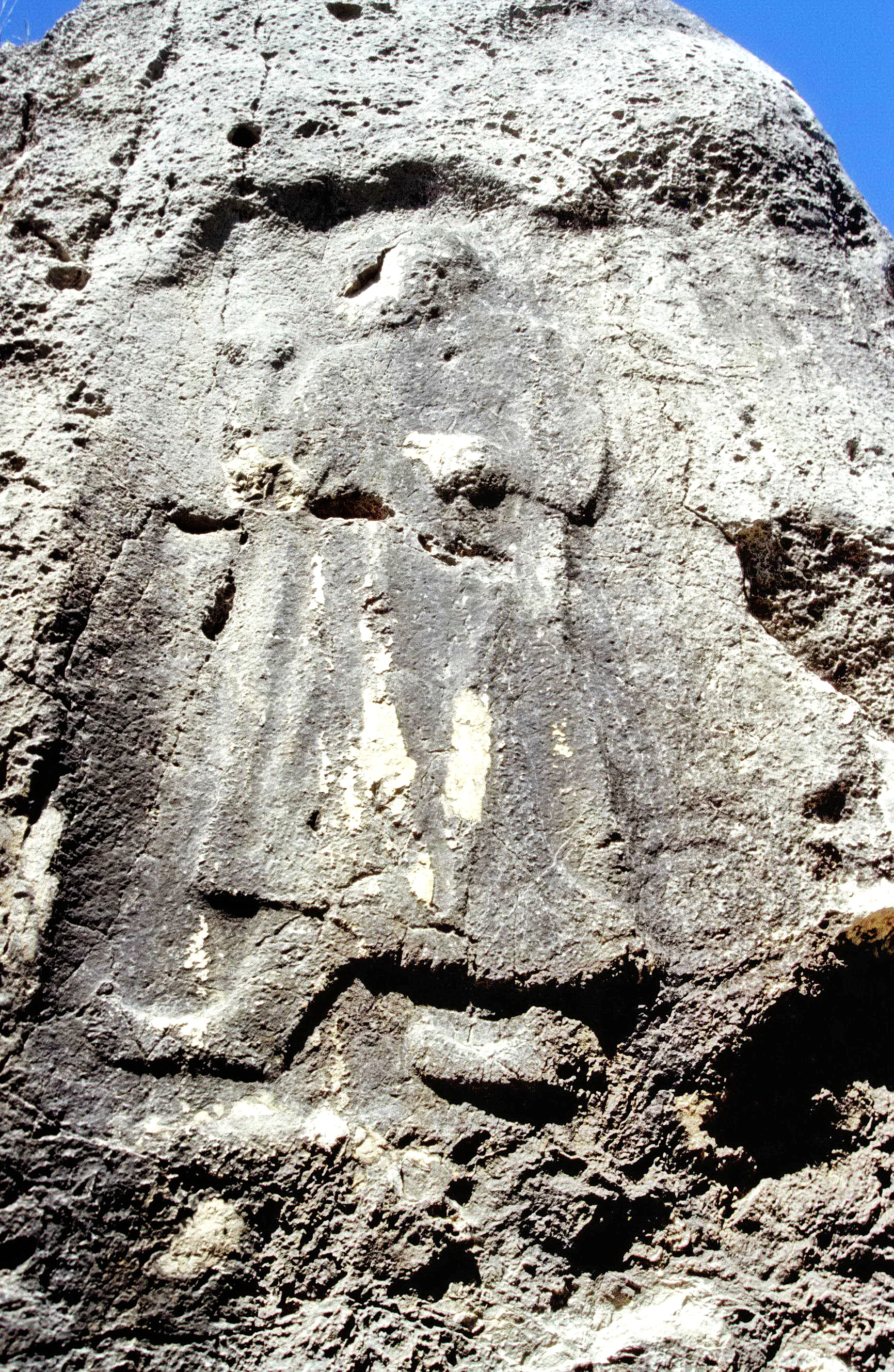
Unmittelbar am Westufer des Ceyhan beim Dorf Sirkeli erinnert ein späthethitisches Felsrelief an die Anwesenheit der Hethiter in der Çukurova. Es zeigt den hethitischen Großkönig Muwatalli II. (1290–1272 v. Chr.).

Mit dem Untergang des hethitischen Reiches um 1200 v. Chr. tritt auch die Çukurova in das sogenannte „Dunkle Zeitalter“ (ca. 1200–750 v. Chr.) ein. Mit Ausnahme gelegentlicher Hinweise neo-assyrischer Könige auf die Region ist diese Zeit in den Annalen durch das Fehlen archäologischer und textlicher Quellen bis ca. 750 v. Chr. gekennzeichnet. Mit dem Verschwinden der spätbronzezeitlichen Staaten gibt es auch für Kizzuwatna keine Hinweise mehr. Offenbar aber bestanden hethitische Kleinstaaten in Ost- und Südostanatolien bis ins 8./7. Jahrhundert v. Chr. weiter. Vermutlich entwickelten sich damals im frühen 1. Jahrtausend v. Chr. die Kleinreiche Ḫilakku im Taurus nördlich von Adana und Que (Qawa)/Ḥiyawa in der Çukurova. Beide Territorien gerieten ab dem 9. Jahrhundert v. Chr. unter den politischen Einfluss Assyriens und wurden zeitweise zu dessen Provinzen.
In der neo-assyrischen Zeit war Kilikien in zwei Abschnitte unterteilt, wobei Que mehr oder weniger Cilicia Campestris im Osten, also die Çukurova repräsentierte, Hilakku dagegen Cilicia Tracheia, also den Kilikischen Taurus im Westen und Norden der Çukurova. Man geht heute davon aus, dass lokale Stämme, die unter der hethitischen Herrschaft keine Gelegenheit gefunden hatten, einen Staat zu gründen, damals auch in der Çukurova die Unabhängigkeit ihrer etablierten Fürstentümer erklärten. Darunter gibt es kleine Stadtstaaten im Süden und Südosten Anatoliens: die späten hethitischen Fürstentümer. Einige von ihnen wurden auch in der Çukurova gegründet, so z. B. das Königreich Unki (Pattina) in der Amik-Ebene, dessen Herrscher hier Namen trugen, die an die der großen hethitischen Staatskönige erinnern: Lubarna / Liburna (Labarna), Sapalule (Suppiluliuma) oder Qalparunda (Halparuntiya).
Es war der neoassyrische Herrscher Shalmaneser III. (858–824 v. Chr.), der von Assur in Mesopotamien aus Militärexpeditionen in die Çukurova (Que) durchführte. Damals kannten die Assyrer zumindest einen Teil der Çukurova als Que, denn Salmanassar III. tritt 854, 842 und 840 v. Chr. an, um Que und Hilakku und andere späthethitische Fürstentümer zu besetzen. Er überquerte damals den Euphrat, sammelte den Tribut aller Hatti-Könige, überquerte die Amanos-Berge und griff die Städte von König Kate in der Çukurova (Que) an. Es gelingt ihm aber nur, Fürstentümer zu plündern, ohne sie zu beherrschen, so z. B. 834/33 Que bis nach Tarzu, dem modernen Tarsus, wobei er Kates Bruder Kirri zum König von Tarsus ernannte. In der von den Assyrern Que genannten Çukurova bleibt Kate trotz aller Kampagnen von Salmanassar III. immer noch eine potenzielle Militärmacht in der Region. Danach erscheint Salmanassar nicht mehr auf dem Schlachtfeld. 831 v. Chr. übernahm einer seiner Kommandanten die Kampagnen, der dort diverse lokale Herrscher entfernte und stattdessen Sasi zum König erhob.

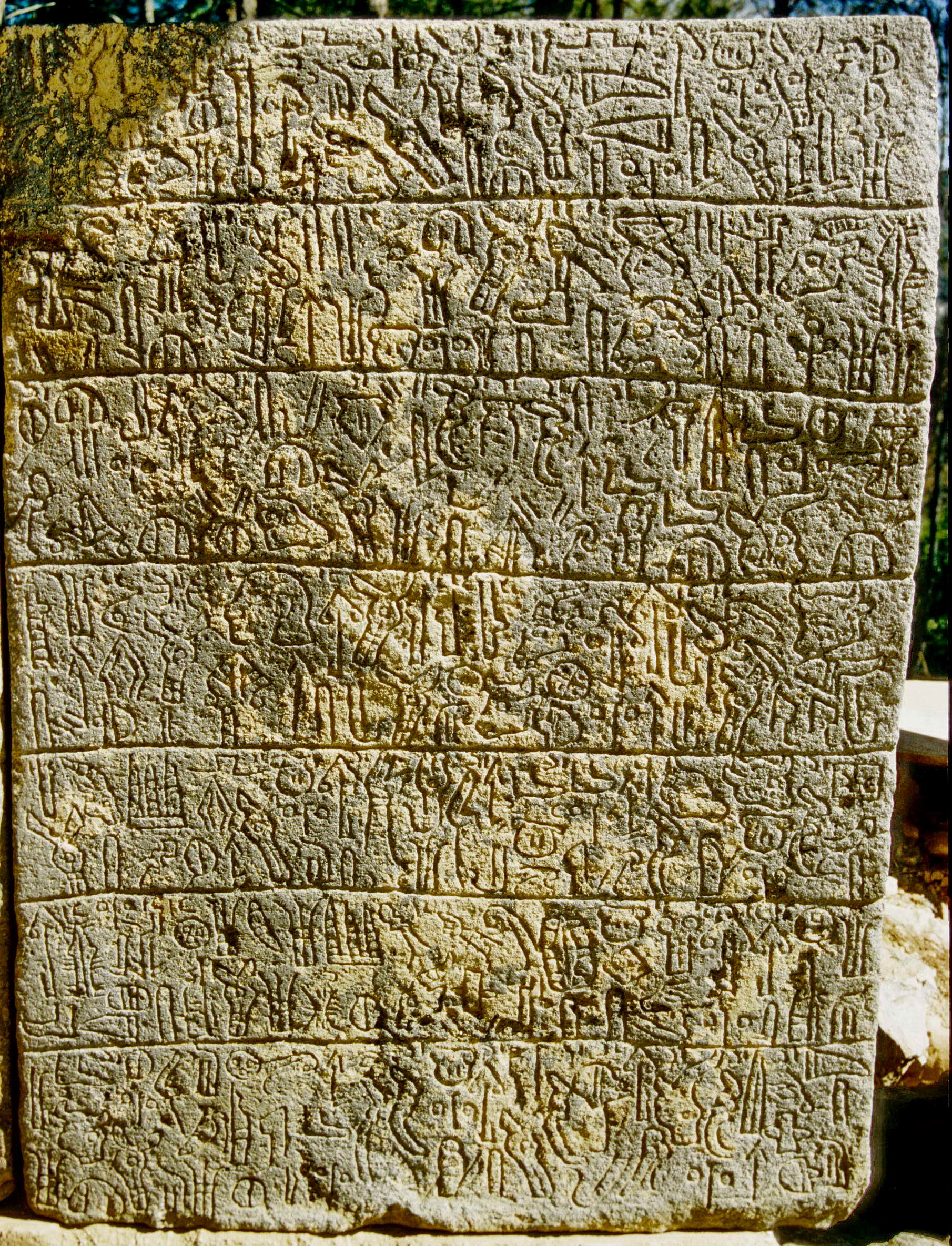
Ausschnitt aus einer zweisprachige Inschrift (nach 709 v. Chr.) von Karatepe am Ostwall beim Südtor. Sie besteht aus einem phönizischen und einem hieroglyphen-luwischen Teil (daraus hier ein Ausschnitt). Der Text ist ein autobiografischer Bericht über Verdienste des Herrschers Azatiwada, eines von Awariku (Urikki), dem König von Qu'e und Adana in Kilikien, eingesetzten Herrschers.

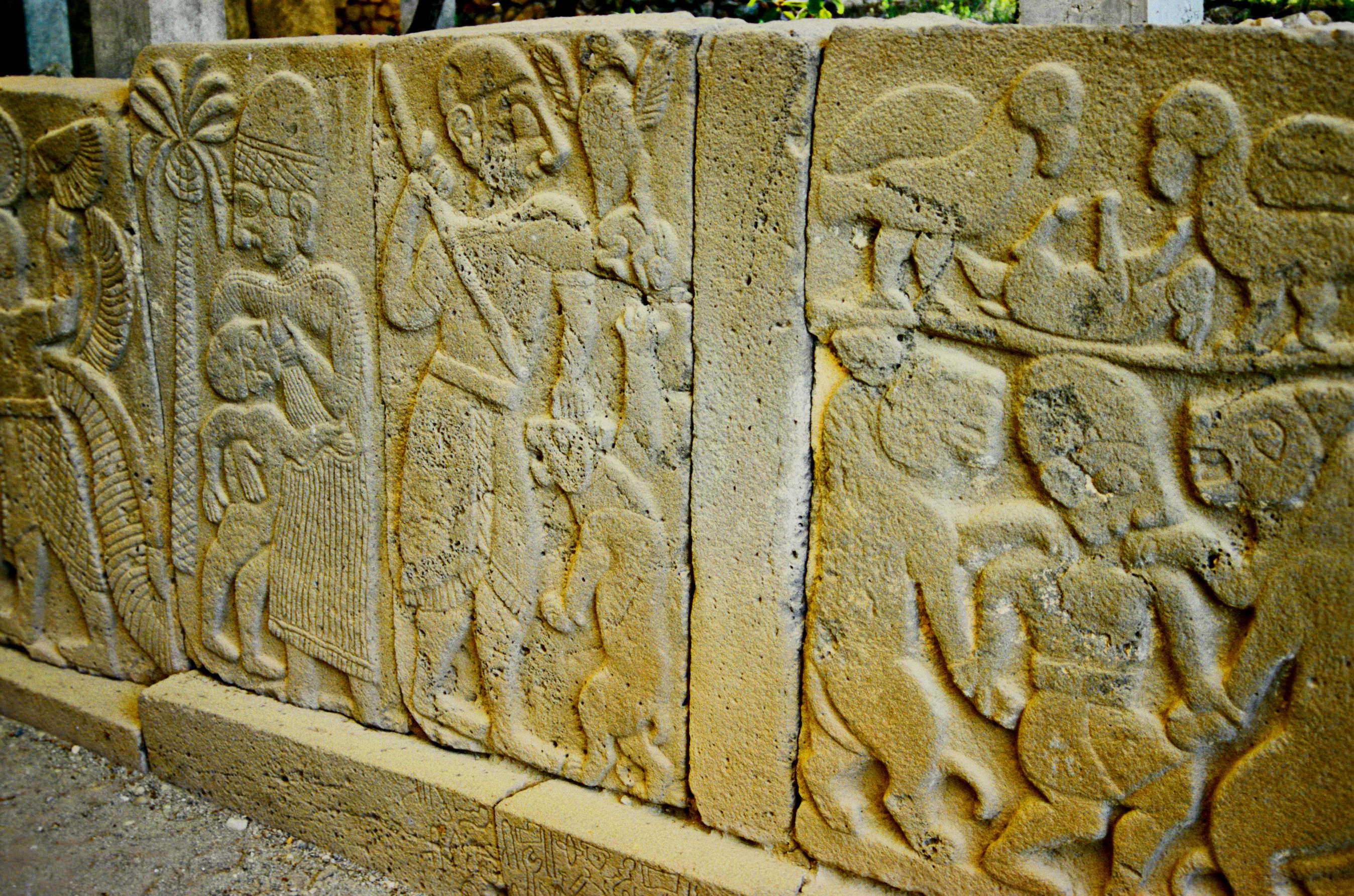
Relief-Orthostaten am Nordtor der Hügelfestung Karatepe (Azatiwataya, 8. Jh. v. Chr.) zeigen u. a. eine stillende Mutter (Mitte links) und einen Jäger (Mitte rechts).

Nach Salmanassar III. gab es bis zur Regierungszeit von Tiglatpileser III. (745–726 v. Chr.), Sargon II. (721–705 v. Chr.), Samsi-Adad V. (823–811 v. Chr.), Adad-Narari III. (810–783 v. Chr.), Salmanassar IV. (782–773 v. Chr.) und Assur-Dan III. (772–755 v. Chr.) in assyrischen Quellen nahezu keine Berichte über Kilikien. Es scheint, dass dort einige Könige während dieser Zeit relative Freiheit genossen haben. Innerhalb von Que gab es damals vermutlich keine Zentralmacht. Das Land bestand aus vielen lokalen Fürstentümern. Unter ihnen gab es das „Fürstentum“ Azatiwataya, das seit der Entdeckung der Karatepe-Ruinen 1947 bekannt wurde. Sein Herrscher Azatiwata schreibt seine Dynastie dem alten Adaniya-Danuna-Adel zu und bezeichnet sich selbst als eine Art „Herrscher“ der Danuna (Danuäer, Volk von Adana), der nach dem Tode seines Gönners und Förderers Awariku (vermutlich sein Vater Awariku/Urikki, 738–732 v. Chr.) seine Unabhängigkeit erklärte, der Legende nach die Dynastie des „Muksa-Hauses“ und die Stadt Azatiwataya gründete, sie mit Reliefs und Orthostaten schmückte und die Adana-Ebene wohlhabend machte. Dies war allerdings erst nach dem Tod des assyrischen Königs Sargon II. im Jahr 705 v. Chr. und der Schwächung der assyrischen Herrschaft möglich.

### Klassische Antike
Man nimmt an, dass die assyrische Herrschaft in der Çukurova durch von Assur ernannte Gouverneure bis zum Ende des 8. Jahrhunderts v. Chr. fortbestand, denn es gibt Hinweise dafür noch unter Sargon II. (715 v. Chr.). Natürlich rebellierten die Einheimischen, die unter dem Joch gehalten wurden, oft, aber die assyrischen Gouverneure unterdrückten die Revolten. Die Zahl der Aufstände scheint nach dem Tode von Sargon II. 705 v. Chr. noch zugenommen zu haben. Während der Zeit von König Sanherib (705–681 v. Chr.) begann der Illubru-König Kirua einen solchen Aufstand (696 v. Chr.). Kilikische Städte, wie Adana, Tarsus und Ingirra und Hilakku (Taurus-Region) nahmen an diesem Aufstand teil.
Que scheint bis 655 v. Chr. ein assyrischer Staat gewesen zu sein. Mit der Zerstörung des neo-assyrischen Staates durch die Skythen 612 v. Chr. müssen die lokalen Herrscher Kilikiens ihre Unabhängigkeit erneut erklärt haben. Diese Unabhängigkeit hielt nicht lange an. Kilikien, neo-babylonisch als Hume (Cilicia Campestris) und Pirindu (Cilicia Trachaea) bezeichnet, wurde wahrscheinlich wegen seiner wirtschaftliche Bedeutung (Eisenerz, Getreide und Holz für den Schiffsbau) von Nebukadnezar II. von Babylon (ca. 592 v. Chr.) angegriffen, konnte aber nicht beherrscht werden. Die Babylonier haben diesen Platz definitiv erst in der dritten Regierungszeit von König Neriglissar (Nergal-šarra-uṣur 557–556 v. Chr.) besetzt. Diese Besetzung war jedoch nicht auf die Ebenen Kilikiens beschränkt, sondern erstreckte sich bis nach Kirsu (Meydancıkkale bei Gülnar) westlich des Flusses Göksu (Kalykadnos). In der Expedition gegen den König von Pirindu, Appuasu besetzte er die Hafenstadt Ura unweit der Stelle des späteren Hyria (Seleukeia am Kalykadnos/Göksu) und heutigen Silifke im Delta des Göksu und plünderte sie.
Kilikien wurde 401 v. Chr. unter persischer Oberhoheit von Herrschern der Syennesis-Dynastie regiert. Auf diese Weise wurde es zu einer von den Persern abhängigen Satrapie. Nach Herodot konnten die lokalen Könige ihre Herrschaft fortsetzen, indem sie Steuern zahlten und den persischen Herrschern Tribut zollten. Kilikien war z. B. verpflichtet, an Dareios I. (522–486 v. Chr.) 360 weiße Pferde und 500 Talente Silber pro Jahr zu zahlen. Die Mitglieder der Syennesis-Dynastie unterstützten opportunistisch die neu entstehende persische Macht, vergaßen sogar Bündnisse mit den Lydern gegen die babylonische Gefahr aus der Zeit von Nebukadnezar und Neriglissar. Zur Belohnung hatte Kyros das kilikische Territorium nach Zentralanatolien bis ins Kızılırmak-Tal erweitert und zu einer autonomen persischen Satrapie gemacht. Während der Regierungszeit von Xerxes I. (486–465 v. Chr.), der die Nachfolge seines Vaters Dareios I. (549–486 v. Chr.) antrat, wurde Kilikien während der Kriegszüge der Perser gegen Griechenland zum Sammelgebiet der Armeen und stellte 480 v. Chr. in der Schlacht von Salamis den Persern ein Kontingent von 100 Schiffen. Nachdem der mazedonische König Alexander der Große 334 v. Chr. die Dardanellen überquert und die persische Armee am Granikos besiegt hatte, erreichte er via Gordion, Ankara, Sardes, Bodrum, Perge, Sillyon, Aspendos, Side, Sagalassos und über den Gulek-Pass (Gülek Boğazı/Kilikische Pforte) 333 v. Chr. Tarsus, um im gleichen Jahr die Perser in der Schlacht von Issos zu schlagen.

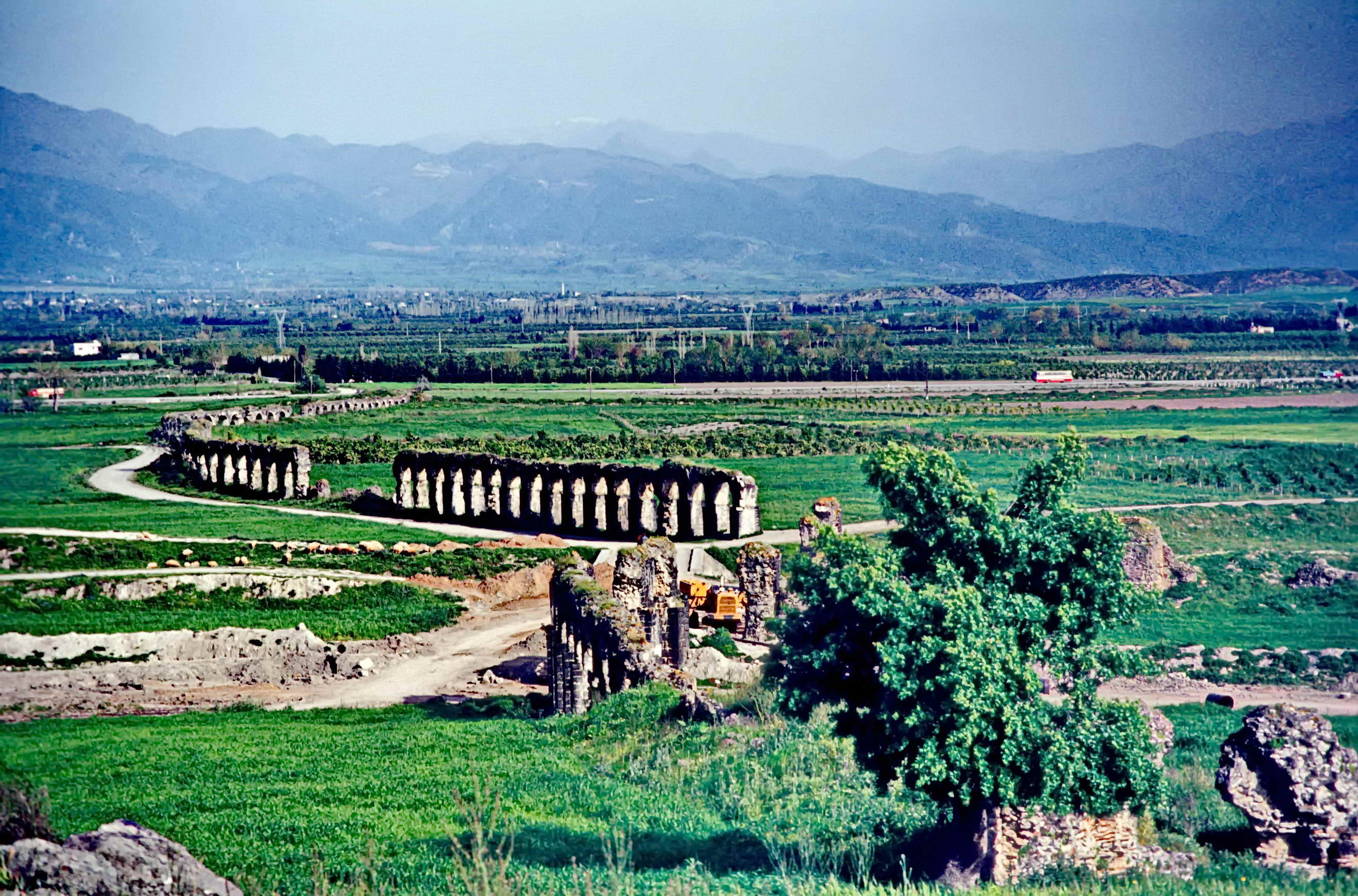
Blick vom Siedlungshügel über die Ebene von Epiphaneia mit den Resten eines Aquädukts auf das mögliche Schlachtfeld von Issos Anfang April 1984. Im Hintergrund das östlich aufragende Amanos-Gebirge.

### Hellenistische Epoche
Danach gehörte die Çukurova zum Alexanderreich, das mit dem Tod Alexanders (323 v. Chr.) unter den Diadochen Antipatros (Makedonien und Griechenland), Antigonos (Lykien, Pamphylien, Pisidien), Ptolemaios (Ägypten), Lysimachos (Thrakien) und Eumenes (Kappadokien) aufgeteilt wurde. Seleukos I. (Seleukos I. Nikator, Gründer des Seleukidenreiches) wurde Kommandeur der Elitekavallerie der Hetairen, während Perdikkas mehr oder weniger übergangen wurde, worauf unterdrückte Konflikte offen zu Tage traten und 315 v. Chr. der Zerfall des Alexanderreiches eingeleitet wurde. Nach dem Tod von Lysimachos im Jahr 281 v. Chr. kam mit ganz Anatolien auch Kilikien unter die Herrschaft der Seleukiden. In den folgenden 3 „Syrischen Kriegen“ (274–271 v. Chr., 260–253 v. Chr. und 246–241 v. Chr.) wurde um die Herrschaft in Kilikien gerungen. Antiochus III. (242–187 v. Chr.) wollte das Reich Alexanders wiederbeleben.
Damals kam es durch die Seleukiden zur wirklichen Hellenisierung Kilikiens und seiner Verstädterung mit Gründungen, Wieder-Gründungen oder Erweiterung von Städten, wie Seleukeia am Kalykadnos (Silifke), Antiocheia am Kydnos (Tarsus), Seleukeia am Pyramos (Mopsuhestia, Misis), Hieropolis (Kastabala), Magarsos (Karataş) und Epiphaneia (Oeniandos bei Erzin/Issos), die z. T. auch eigene Münzen prägten. Mit den von ihm angezettelten Kriegen gegen die Ptolemäer musste sich Antiochus III. 190 v. Chr. allerdings in den Süden des Taurusgebirges zurückziehen. Seine Auseinandersetzungen mit den mittlerweile erstarkten Attaliden von Pergamon führten 188 v. Chr. zur Ausweitung des Attalidenreiches 188 v. Chr. über fast den gesamten kleinasiatischen Raum und damit auch zum Verlust Kilikiens an den Attaliden Eumenes II. (197–159 v. Chr.), deren letzter kinderloser Dynast Attalos III. (138–133 v. Chr.), Neffe von Attalos II., sein Reich und damit auch die Çukurova an die Römer vererbte.

### Die Çukurova unter Rom
Während der Seleukiden-Herrschaft hatten Piraten- und Banditentum im Amanos- und Taurus-Gebirge seit dem 2. Jahrhundert v. Chr. für eine Schwächung des politischen und administrativen Systems der Seleukiden gesorgt und stellten zudem für Roms Expansionspolitik ebenfalls ein ernstes Hindernis dar. Um effektiv gegen die Piraten zu kämpfen, sandten die Römer 102–101 v. Chr. Prokonsul Antonius (Marcus Antonius Orator) nach Kilikien, das in der Folge den Römern als militärische Basis diente. Zu einer römischen Provinz wurde Kilikien allerdings erst nach den Kriegen gegen den Pontus-König Mithradates VI (120–63 v. Chr.). König Tigranes II. (der Große, 140*-55 † v. Chr.) aus der Dynastie der Artaxiden, König von Armenien und des Seleukidenreiches, war Verbündeter der Mitridaten, hatte 83 v. Chr. bei einem Raubzug in die Çukurova viele Menschen von dort in das gerade erst gegründete Tigranokerta (heute Silvan) zwangsweise umgesiedelt und war 69 v. Chr. durch den römische Lucius Licinius Lucullus besiegt worden, wodurch das Leben zahlreicher Kilikier im Exil gerettet wurde.

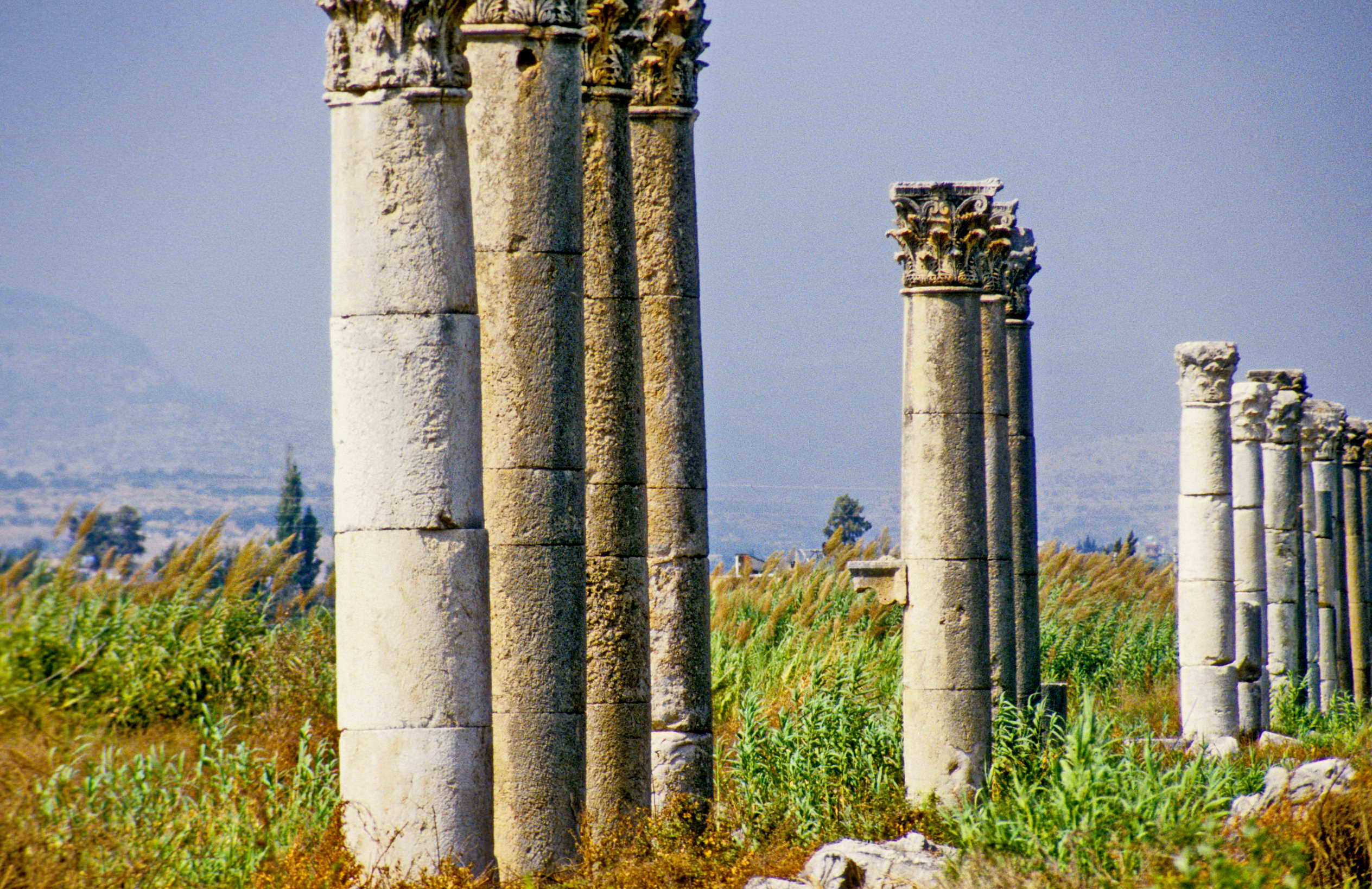
Blick auf die Reste der Säulenstraße des antiken Soloi-Pompeiopolis im Stadtteil Mezitli von Mersin.

Teile der Çukurova waren 103 v. Chr. während des ersten Feldzugs von Marcus Antonius Orator gegen die Piraten römisches Territorium geworden. Den entscheidenden Sieg allerdings gegen die Piraten errang Rom 67 v. Chr. durch Pompeius, der die Çukurova (Cilicia Pedias, Cilicia Campestris) 64–63 v. Chr. effektiv zum Territorium der römischen Provinz Cilicia hinzufügte und in Städten, wie z. B. Soloi (Viransehir, das damals in Pompeiopolis umgetauft wurde), die entvölkert wurden, Piraten ansiedelte. Der berühmte Marcus Tullius Cicero war zwischen 51 und 50 v. Chr. Prokonsul von Kilikien und kämpfte im Amanos-Gebirge gegen die Eleutheroklics (Eleuthera Kilikia = Freies Kilikien, Teile von Kilikien, auf verschiedene Gebiete verteilt. Die Einwohner hießen Eleutherokiliken, heutzutage jedoch Eleutheriten). 44 v. Chr. wurde die Çukurova vermutlich kurzfristig der Provinz Syrien angegliedert, und 43 v. Chr. hätte man die Großprovinz Kilikien fast abgeschafft. 39 v. Chr. gab Antonius Teile von Cilicia Aspera (Cilicia Trachea) und das benachbarte Lykaonia (südlich von Konya) dem König Polemo von Laodiceia (Laodizea Combusta; Ladik bei Konya) mit Ikonium (Konya) als Hauptstadt. Bereits drei Jahre später 36 v. Chr. wurde dessen Staat zwischen Amyntas von Galatien und der ägyptischen Königin Cleopatra (51–30 v. Chr.) aufgeteilt. Nach Strabo erhielt Cleopatra auch die meisten Küstengebiete, vermutlich also auch die Çukurova.

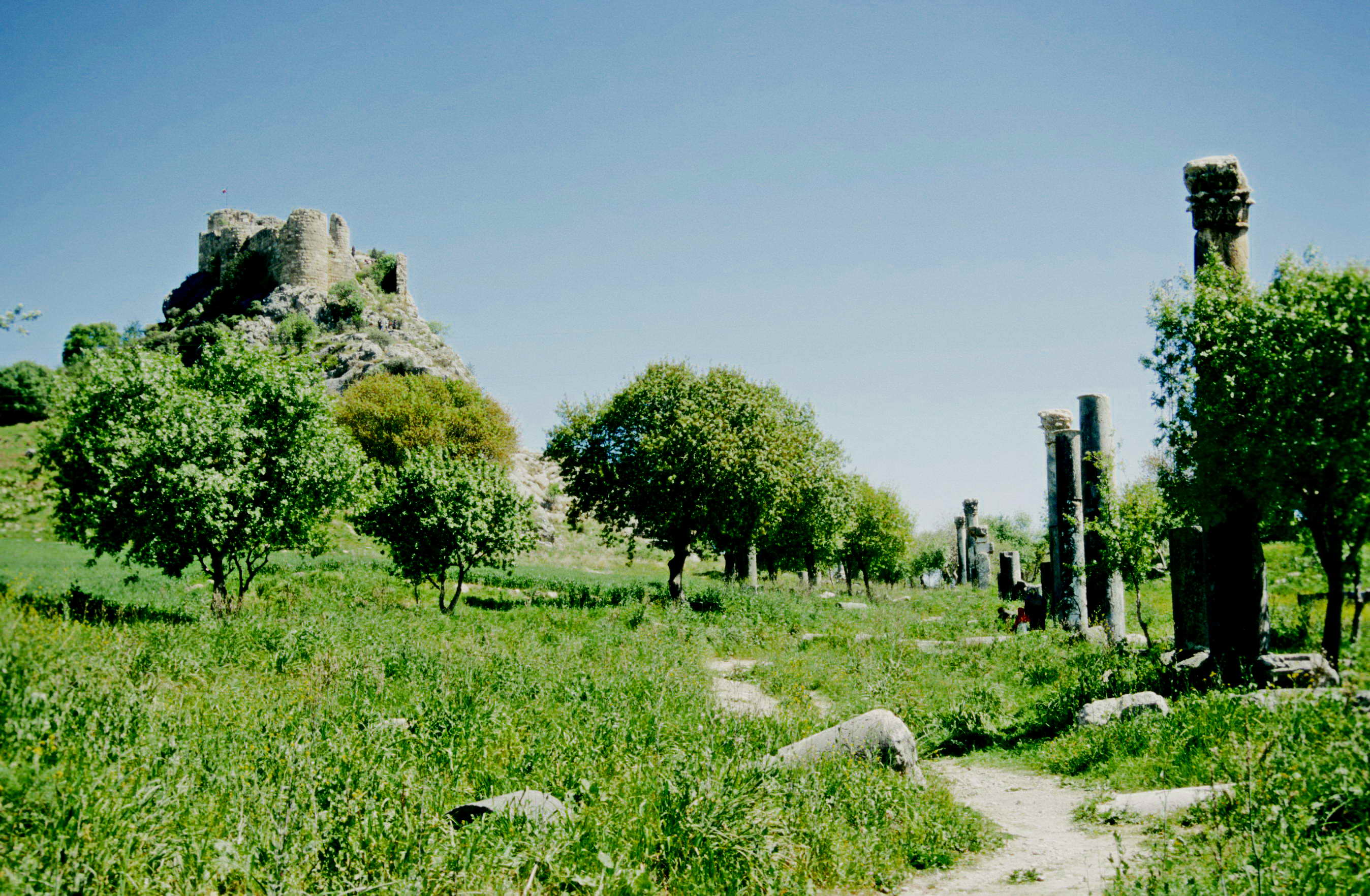
Blick entlang der Kolonnadenstraße von Hierapolis Kastabala auf die Burg Bodrum Kalesi, die in der Zeit des Königreichs Kleinarmenien erbaut wurde.

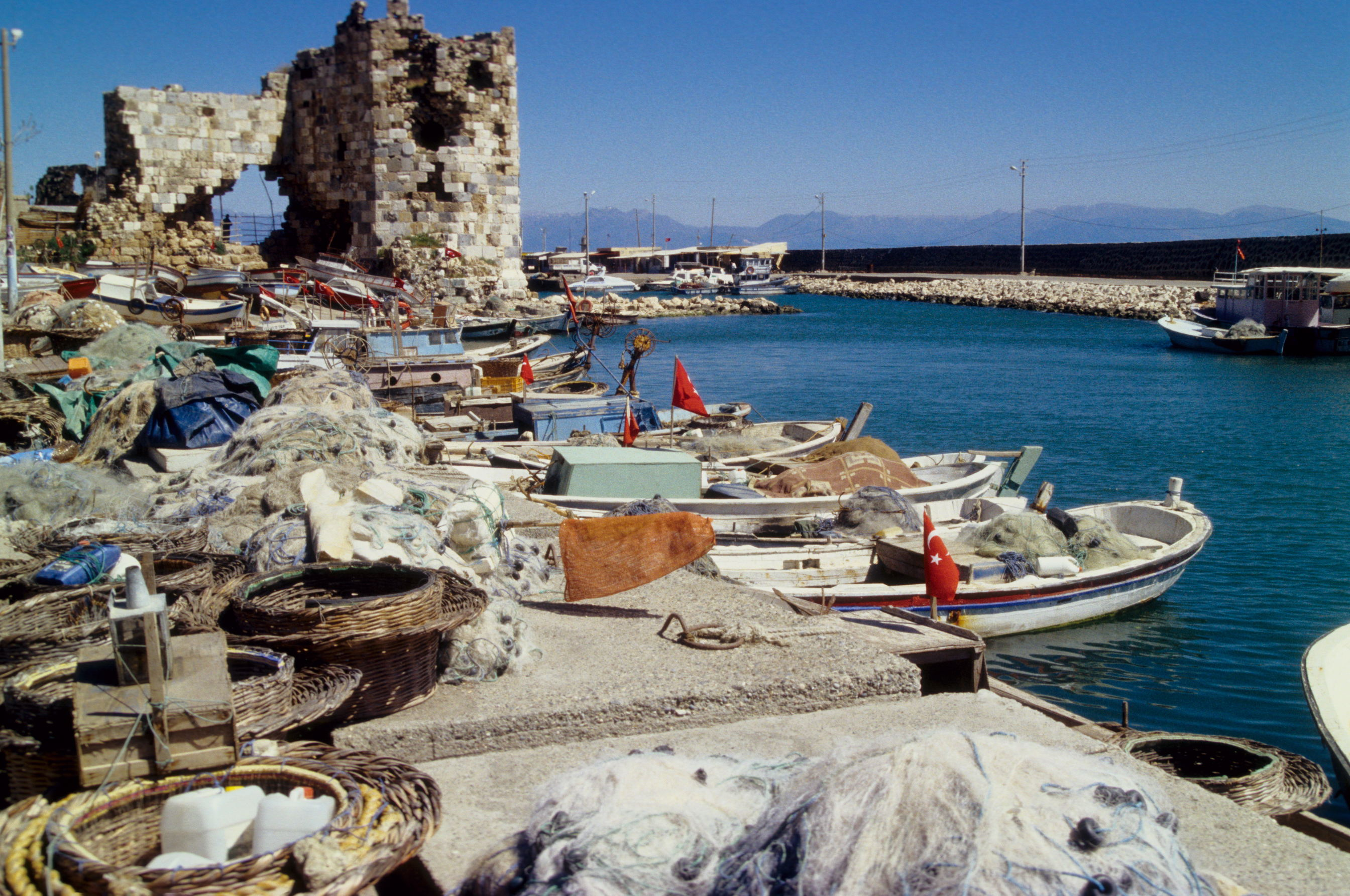
Der kleine Ort Yumurtalık an der Küste der Çukurova enthält noch Reste alter Befestigungsanlagen der ruinierten antiken Hafenstadt Aegeae (Ayas).

Zwischen 40 und 30 v. Chr. herrschten in der Çukurova kleine Fürstentümer, unter ihnen ein lokales Königreich unter der Regentschaft von Tarkondimotos I. (als König von Anazarba) und seinem Sohn Tarkondimotos II. mit der Hauptstadt Hieropolis-Kastabala, das auch während der in Rom herrschenden Bürgerkriege weiter bestand, indem es sich auf die Seite von Pompeius oder Antonius stellte und das Territorium des Landes erheblich erweitern konnte. Korykos (Kızkalesi) und Elaiussa-Sebaste (Ayaş) befanden sich zumindest eine Weile in seinem Territorium.
Damals verbreitete der Apostel Paulus (* vermutlich vor dem Jahr 10 in Tarsus/Kilikien; † nach 60, vermutlich in Rom) auf den Grundlagen der Lehre Jesu als erfolgreicher Missionar von Tarsus aus die Prinzipien des Urchristentums in andere Teile Anatoliens, Griechenlands und Roms und machte das Christentum zu einer der Weltreligionen. Damals, im 1. und 2. Jahrhundert n. Chr. herrschte weitgehend Frieden und Ruhe in Kilikien, was sich bis in die Regierungszeit Marc Aurels fortsetzte. Die Gebiete von Cilicia Campestris, die früher zur syrischen Provinz gehörten, verließen Syrien 72 n. Chr. während der Regierungszeit von Kaiser Vespasian, schlossen sich Cilicia Aspera an und traten mit ihm in das römische Provinzsystem ein. Tarsus wurde zur Hauptstadt dieser Provinz gemacht.
Als Marc Aurel den Senator Avidius Cassius für seinen Erfolg in den Partherkriegen mit der Herrschaft über Kilikien (und Ägypten) und damit auch über die Çukurova belohnte und dieser 175 n. Chr. seine Unabhängigkeit von Rom erklärte, wurde er von seinen Soldaten in Syrien getötet. 194 besiegte Kaiser Septimius Severus den römischen Gegenkaiser Pescennius Niger bei Issos, der nach der Niederlage Richtung Euphrat floh und noch vor der Überquerung des Flusses von einer Kavallerieeinheit gefangen und getötet wurde. Die Stadt Anazarbos (Anavarza), die an der Seite von Kaiser Septimius Severus gegen Pescennius Niger stand, erhielt 204/205 den Titel einer Metropole. Diese Stadt wurde später die Hauptstadt von Cilicia Secunda.

### Spätantike und byzantinische (oströmische) Zeit

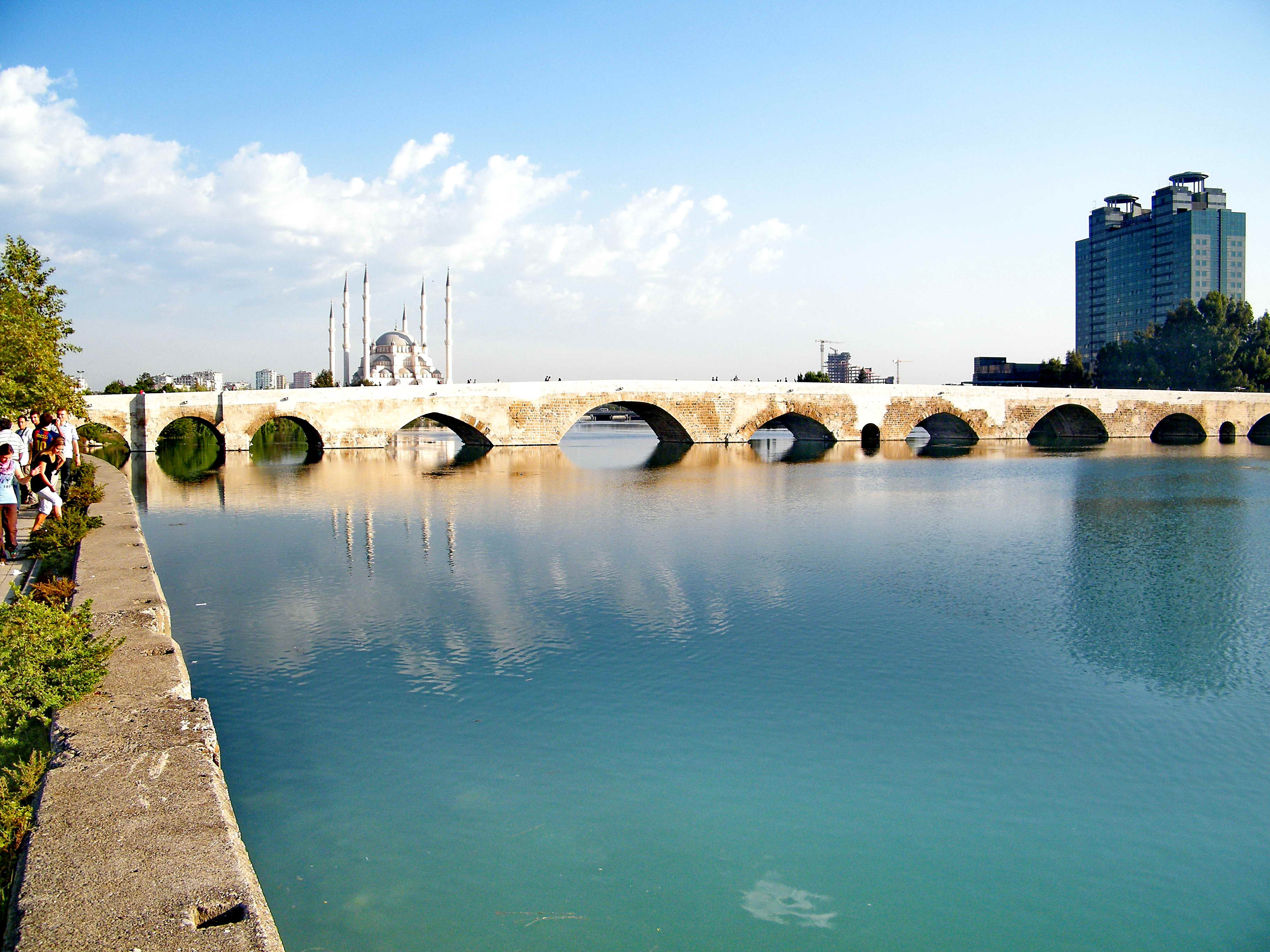
Die 310 m lange und 11,4 m breite Taşköprü über den Seyhan in Adana wurde vermutlich in römischer Zeit unter Justinian I. mit 21 Bögen anstelle der Hadrians-Brücke errichtet.

Mit der Bildung des Sassanidenreichs im 3. Jahrhundert n. Chr. begannen die militärischen Auseinandersetzungen zwischen Rom und Persien, die bis 628 dauern sollten. Die Çukurova, die lange Zeit weitgehend in Frieden und Wohlstand gelebt hatte, war seit 260 zunehmend persischen Angriffen ausgesetzt. Als zur Zeit der römisch-persischen Kriege Kaiser Valerian im Sommer 260 mit einem großen Heer gegen Schapur I. zog, konnte letzterer den römischen Kaiser nach der Schlacht von Edessa (Urfa) gefangen nehmen. Schapur zog dann mit seinen Truppen über den Euphrat, plünderte und besetzte vorübergehend Kilikien. Als das römische Machtzentrum durch Konstantin den Großen zwischen 326 und 330 von Rom nach Byzantion in den Osten des Reiches verlegt wurde, verloren die kilikischen Mittelmeerhäfen ihre frühere Bedeutung, Handel, Kapital und Geschäftsleute wanderten von Kilikien nach Konstantinopel an den Bosporus.
333 n. Chr. kam es in den Regionen Kilikien und Syrien zu Pestepidemien. 334 n. Chr. gab es einen Aufstand von Kalokairos, dem Magister Pecoris Camelorum („Herr der Kamele“) des römischen Kaisers Konstantin auf Zypern, der sich selbst zum Kaiser ausrief und schließlich von Flavius Dalmatius in Tarsus gekreuzigt wurde. Nach dieser Zeit erlebte Kilikien eine Zeit der Stagnation und des Zusammenbruchs, die bis ins 5. Jahrhundert n. Chr. dauerte.
408 n. Chr. wurde die Çukurova vom oströmischen Kaiser Theodosius II. (401–450 n. Chr.) in zwei getrennte Provinzen aufgeteilt: Cilicia Prima im Westen mit der Hauptstadt Tarsus und Cilicia Secunda mit der Hauptstadt Anazarbos (Justinupolis, Anavarza) im Osten. Trotz vorausgegangener Gräzisierung und Romanisierung wurden bis zum 6. Jahrhundert in der Çukurova immer noch indigene Sprachen gesprochen.

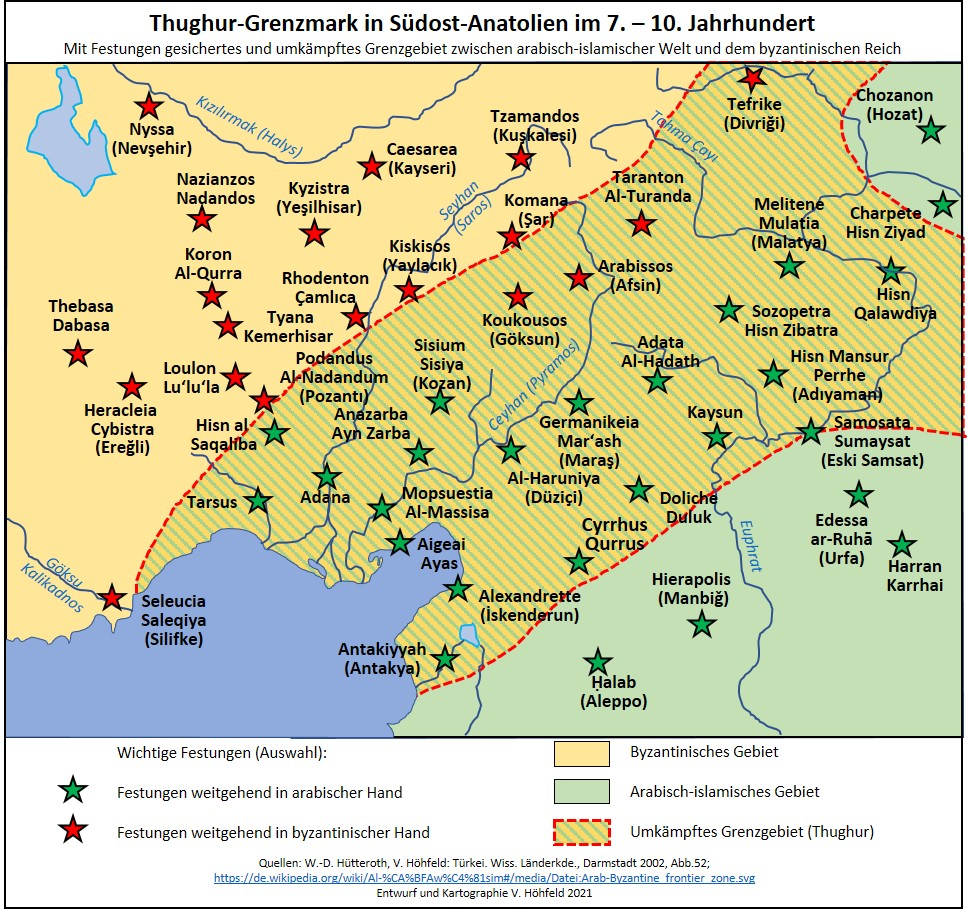
Die Karte der byzantinisch-arabischen Thughur-Grenzmark zeigt die wichtigsten Festungen des umkämpften Grenzgebietes in Südost-Anatolien zwischen der arabisch-islamischen Welt und dem byzantinischen Reich im 7. – 10. Jahrhundert.

Ab 540 n. Chr. griffen die Sassaniden erneut die östlichen Teile Kilikiens an. Der byzantinisch-persische Kampf ging weiter, bis die persischen Sassaniden von den Arabern (Umayyaden) bedroht wurden, die ihre Raubzüge mehr und mehr auch auf oströmische (byzantinische) Territorien konzentrierten und 637 und 641 n. Chr. Misis (Mopsuestia) und Tarsus plünderten. Nach weiteren arabischen Angriffen 647, 649 und 650, die zwischen 674 und 678 sogar Konstantinopel erreichten, war Kilikien zu einer entmilitarisierten, entvölkerten und zerstörten Pufferzone geworden, die sich von Antakya, Mopsuestia (Massis, Misis) und Tarsus bis nach Ostanatolien erstreckte.
Als die Byzantiner unter dem oströmischen Kaiser Heraklios (610-641) Syrien und damit auch die Çukurova den Arabern überließen, hatten sie alle Städte zerstört und die Stadtbewohner getötet oder verbannt. Auch die Araber plünderten und verheerten damals Städte auf ihren Raubzügen, begannen aber seit 800 n. Chr., die Städte an der Grenze zu Byzanz zu befestigen. So entstand die „Thughur-Linie“ (al-T̲h̲ug̲h̲ūr / T̲h̲ug̲h̲ūr al-Rūmīya), ein Gebiet von arabischen Festungen gegen die Byzantiner in den syrischen und mesopotamischen Grenzmarken, u. a. auch in der Çukurova als Grenze und Ausgangsbasis für weitere arabische Angriffe auf das oströmische Territorium. Der Osten (Çukurova) war mit dem arabischen Emirat von Tarsus verbunden. Trotz byzantinischer Rückeroberungsversuche dauerte die arabische Herrschaft in Kilikien bis zur erneuten byzantinischen Besetzung im Jahr 965, als mit der Regierungszeit des oströmischen Kaisers Konstantin VII. Ostrom begann, die verlorenen Orte wiederzugewinnen. Im Zuge dieser byzantinischen Reconquista, die die arabisch-muslimische Bevölkerung vollständig ausrottete oder vertrieb, kam es zu einem massiven Rückgang der kilikischen Bevölkerung, die bereits während der arabischen Zeit zurückgegangen war. Die damals entstandene Bevölkerungslücke wurde mit Menschen verschiedener Herkunft aufgefüllt, unter anderem mit Armeniern.
Spätestens nach der Schlacht von Manzikert 1071 war die byzantinische Kontrolle über den Osten Anatoliens deutlich geschwächt, und zahlreiche Armenier waren nach der seldschukischen Eroberung von dort geflohen, vermutlich sogar bereits seit 1042. Als damals der Armenier Abul Gharib byzantinischer Gouverneur von Kilikien wurde, hatten sich Flüchtlinge aus dem Norden Anatoliens in der Çukurova angesiedelt. Um 1072 hatte Abul Gharib einem seiner Gefolgsleute, dem Hethumiden Oschin, die Festungen Lambron (Namrun Kalesi, Çamlıyayla) und Barbaron (südlich der Kilikischen Pforte) zugewiesen. Lambron wurde zum Stammsitz der Hethumiden-Familie, die ab 1226 die Könige von Kilikien stellte.
Gründer des kilikisch-armenischen Staates allerdings waren die Rubeniden, eine Nebenlinie der Bagratiden, denen es ab 1079 gelang, ihr Herrschaftsgebiet von der Burg Kosidar (Kopitar, nördlich von Sis/Kozan) aus in die Kilikische Ebene auszubreiten. Die Hauptstadt von Kilikien war damals Sis. Als enge Verbündete der Kreuzfahrerstaaten sahen sie sich als christliche Bastion im Nahen Osten. Das kilikische Königreich von Kleinarmenien war von 1080 bis 1375 unter verschiedenen Dynastien unabhängig:

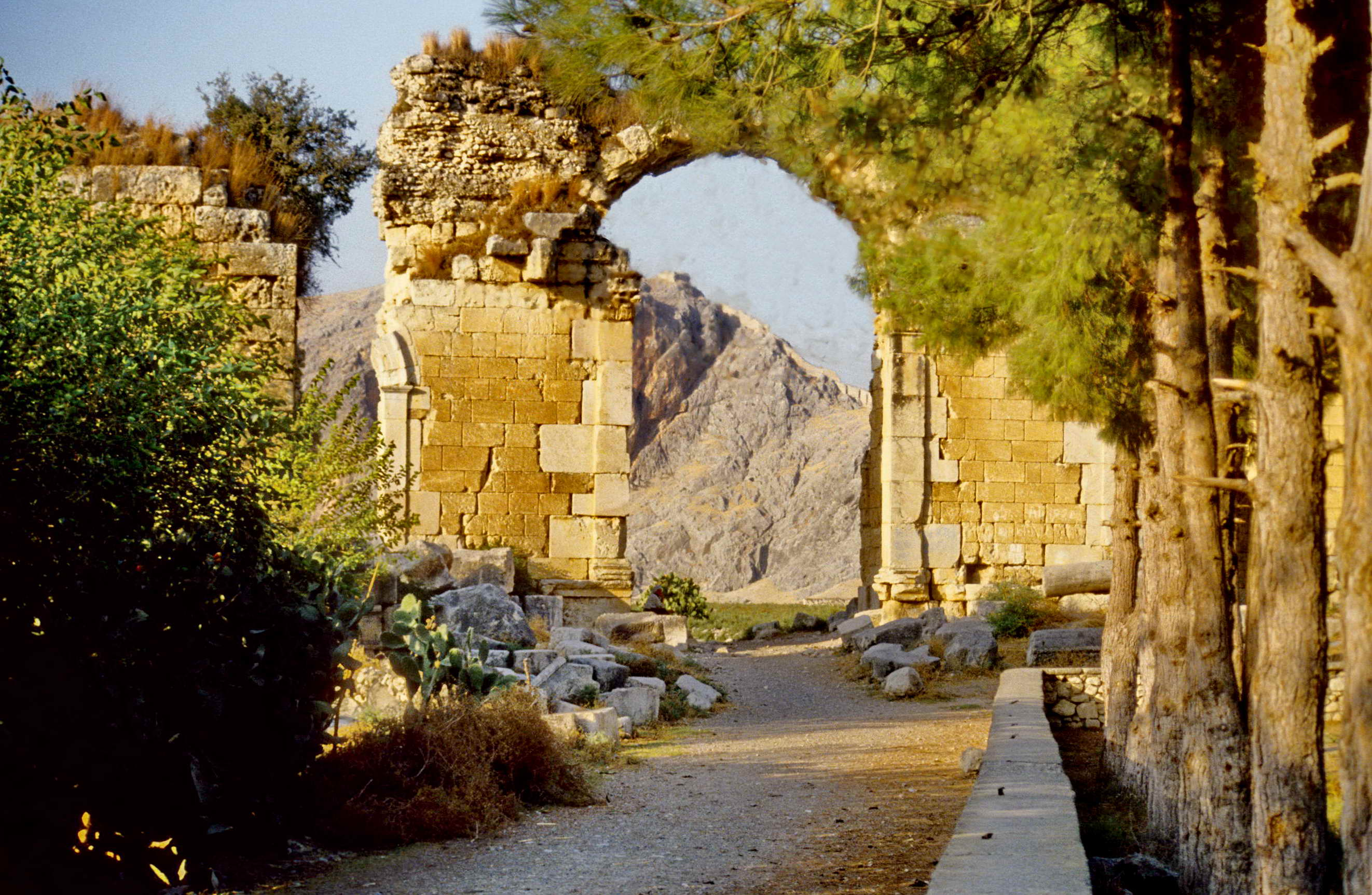
Blick durch das Stadttor der Ruinenstadt Anavarza auf den Akropolis-Felsen der einstigen kleinarmenischen Hauptstadt in der Çukurova

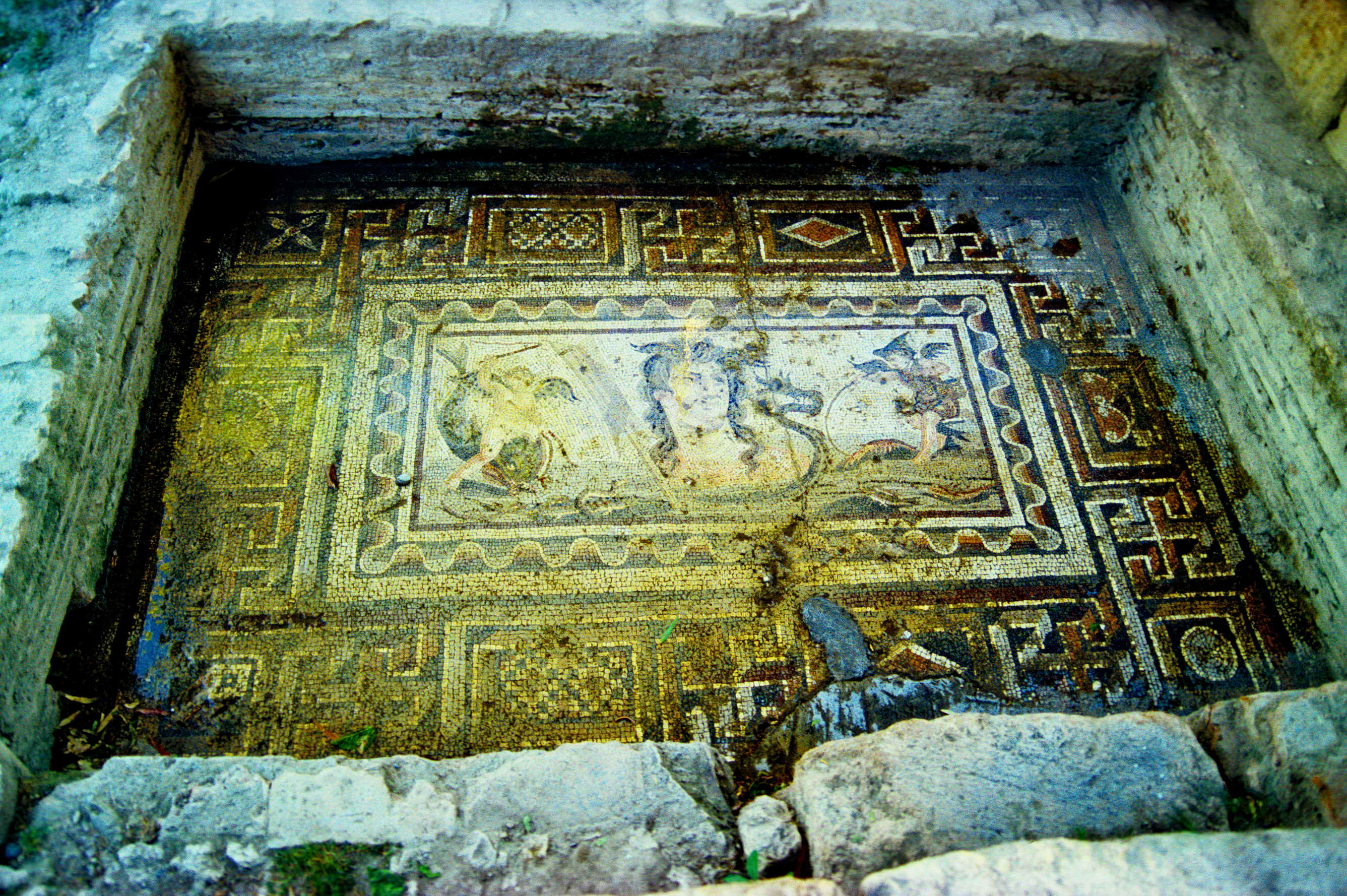
In der Unterstadt der Ruinenstadt Anavarza in der Çukurova wurden verschiedene Fußboden-Mosaike aus römischer Zeit freigelegt.

Rubeniden-Dynastie 1080–1198: Ruben I. bis Leon II., Fürsten von Kleinarmenien; unter Thoros I. (1103–1129) wurde Anazarba (Anavarza) bis 1184 Hauptstadt von Kleinarmenien, danach wurde Tarsus Hauptstadt;
Rubeniden-Dynastie 1198-1219: Leon II. (= Leon I.), als erster König von Kleinarmenien vom Mainzer Erzbischof Konrad von Wittelsbach Anfang 1198 in Tarsus zum König gekrönt;
Rubeniden-Dynastie 1219-1222: Isabella, Königin von Kleinarmenien;
Ramnulfiden-Dynastie 1222–1224/1226: Philipp von Antiochia, König von Kleinarmenien (entführt und vergiftet);
Hethumiden-Dynastie 1226– 341: Hethum I. bis Leon V., Könige von Kleinarmenien;
Lusignan-Dynastie 1342–1375; Guido von Lusignan bis Leon VI. von Lusignan, Könige von Kleinarmenien.
Unter dem Eroberungsdruck durch die Mamluken brach das armenische Königreich in Kilikien zusammen, nachdem 1375 Sis erobert und der letzte regierende König von Kleinarmenien, Leon VI., gefangen genommen worden war. In der Çukurova etablierte sich seit Mitte des 14. Jahrhunderts das turkmenisch-yürükische Beylik der Ramazanoğulları.

### Die Çukurova bis zum 19. Jahrhundert
Als Teil der byzantinisch-arabischen Grenzmark (Thughur) war die Çukurova vom 7. bis zum 15. Jahrhundert eine Region von Auseinandersetzungen zwischen Byzanz und dem Kalifat, zwischen den Kreuzrittern und dem Königreich Armenien sowie den Mameluken und Seldschuken gewesen, also ständiger Kriegsschauplatz. Im 14. und 15. Jahrhundert gehörte dieses Gebiet offiziell immer noch zum ägyptischen Mameluken-Staat, lag jedoch de facto in der Hand der Ramazanoğlu-Turkmenen. Ramazanoğlu, der sich in der kilikischen Region niederließ, soll zusammen mit seinem Stamm über Chorasan in die Çukurova eingewandert sein, nachdem die seldschukischen Türken im 12. Jahrhundert die Region erobert hatten. Damals ließen sich viele Turkmenen, darunter die Oghuzen-Clans von Yüreğir, Afshar und Chepni, unter der Leitung der Ramazaniden im Norden der Region nieder. Diejenigen, die den nomadischen Lebensstil bewahrten, wurden Yörüks genannt. Die Ramazanoğulları waren Mitglieder des Yüreğir-Clans der Üç-Ok-Turkmenen und verbrachten die Sommer im Taurusgebirge und die Winter in den fruchtbaren Gebieten zwischen den Flüssen Seyhan und Ceyhan. Die Üç Ok waren türkische Streifzügler (leichter Reiterscharen), die den Mamluken u. a. in deren Feldzügen gegen die Armenier in der Çukurova dienten und nach dem Zusammenbruch Kleinarmeniens ihren Einfluss in der Region unter den Mamluken festigten, sodass Ramazan Bey vom Mamluken-Sultan in Kairo empfangen wurde und von ihm den Rang eines „turkmenischen Emirs“ erhielt. Damals im 14. Jahrhundert etablierte sich das Beylik der Ramazanoğulları als türkisches Fürstentum in der Çukurova mit Adana als Zentrum. Es beherrschte Städte, wie Adana, Misis und von Zeit zu Zeit Regionen um Tarsus, Ayas (Yumurtalık) und Sis (Kozan), zusammen mit den Üç-Ok-Turkmenen der Kuştemürlu, Kosunlu, Kara-İsalı (Karaisalı), Varsaklı, Turgutlu und Özeroğlu. Die Mamluken orientierten sich bei der Einrichtung dieses Fürstentums an der geographischen Situation und bildeten die drei Nâibliks (Regentschaften) Ayas, Tarsus und Sis. Sie hielten diese drei Städte unter ständiger Kontrolle, indem sie (beobachtende) Agenten direkt von Kairo dorthin schickten.

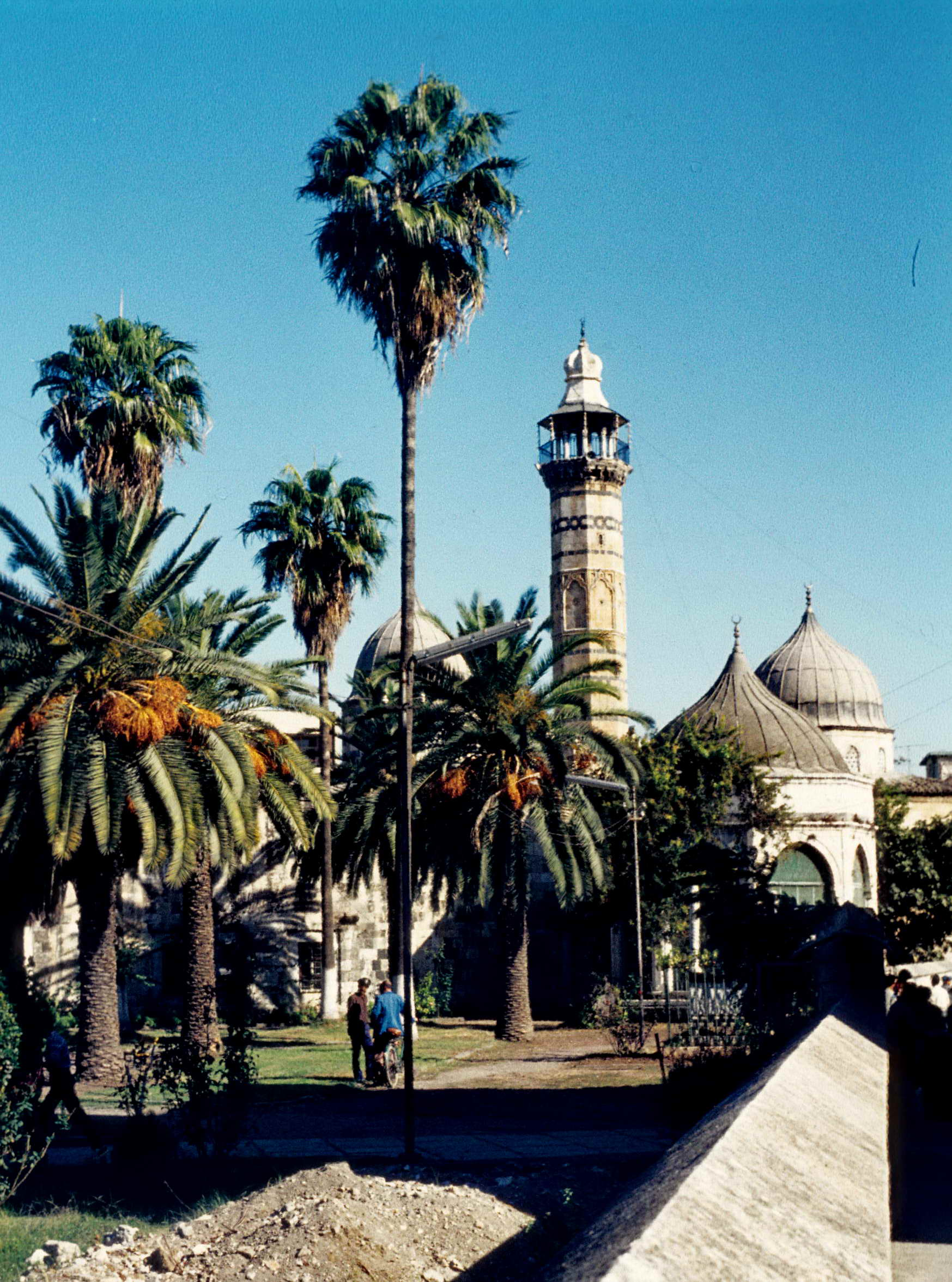
Die Ulu Cami, eine Moschee aus dem 16. Jahrhundert in Adana, ist Teil eines Stiftungs-Komplexes mit Madrasa und Mausoleum. Sie wurde 1513 von Ramazanoğlu Halil Bey begonnen und 1541 von seinem Sohn und Nachfolger Piri Mehmet Pascha abgeschlossen.

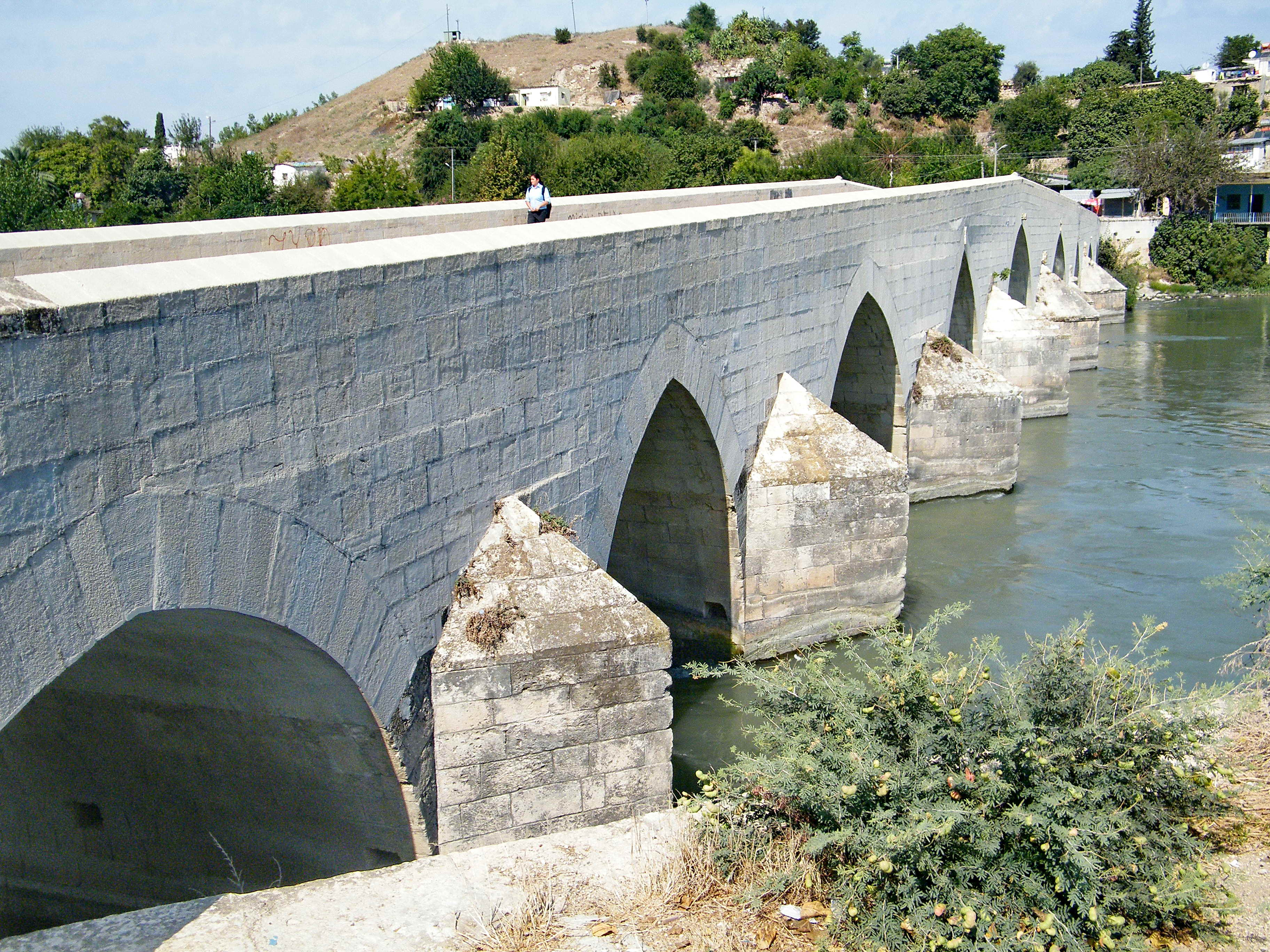
Die historische Brücke über den Ceyhan bei Yakapınar (Misis) markiert eine alte Handels- und Heerstraße durch die Çukurova. Erbaut wurde die Brücke unter Constantius II. im 4. Jahrhundert und unter Kaiser Justinian I. im 6. Jahrhundert restauriert. Im Hintergrund der alte Siedlungshügel (Hüyük) von Mopsuestia.

Das Beylik der Ramazanoğulları regierte bis zum Beginn des 17. Jahrhunderts in und um Adana, allerdings begleitet immer wieder von Konflikten, Auseinandersetzungen und wechselnden Bündnissen zwischen den Mameluken, den Beyliks der Karamaniden, der Dulkadiroğulları, der Ramazanoğulları und deren eigenen Clan-Angehörigen um die regionale Vorherrschaft bis 1516, als das Beylik ins Osmanische Reich eingegliedert wurde. Das Beylik der Ramazanoğulları, eines der am längsten andauernden anatolischen Fürstentümer, war von seiner Gründung an ein halbes Jahrhundert lang den Mameluken unterworfen und blieb nach 1510 für etwa ein Jahrhundert unter osmanischem Einfluss bestehen. Die Ramazanoğulları blieben bis 1608 erbliche Sandschak-Beys in Adana und hinterließen in der Çukurova-Metropole zahlreiche Relikte ihrer 300 Jahre währenden Herrschaft. Als die RamazanoğIu-Turkmenen im 16. Jahrhundert in der Blütezeit des Osmanischen Reichs in dessen Verbund kamen, waren die nomadischen Stämme noch unter Kontrolle des Staates. Sie waren in sein Verwaltungs- und Steuersystem integriert, ihre Viehzucht und Agrarproduktion unterlagen staatlicher Zählung und Steuer. Man kann davon ausgehen, dass sich an diesem Zustand bis zum Beginn des 19. Jahrhunderts nur wenig änderte. Allerdings verfiel nach 1600 der Zustand eines staatlich kontrollierten Nomadismus für die folgenden Jahrhunderte.
Bevölkerungsverteilung und Siedlungstypen in der Çukurova lassen erkennen, dass nomadische Stämme damals vorherrschten: 437 von den insgesamt 516 fiskalischen Bevölkerungs-Einheiten werden als Cemaat (Stamm) genannt. Dörfer dagegen gab es im Sandschak (Liwa) Adana nur 48. Sie lagen in den Amtsbezirken Ayas, Berendi und Kınık, mehr als die Hälfte (25) davon im Nahiye (Bezirk) Berendi – nicht ohne Grund: Die saisonalen Wanderwege der Stämme aus den Ebenen in den Taurus dürften im 16. Jahrhundert kaum anders gewesen sein als im 19. Jahrhundert, da sie durch Relief, Furten, Brücken, Pfade, Pässe usw. vorgezeichnet waren. Somit wurde das Küstenbergland von Ayas und Berendi von den Stämmen auf ihrer Wanderung zu den Sommerweiden (Yayla) nicht berührt, und es konnten sich dort eher dörfliche Siedlungen halten, im Durchzugsgebiet der Nomadenstämme dagegen aufgrund des erfahrungsgemäß räuberischen Verhaltens der Nomaden nicht. Somit findet man im Tertiärhügelland der Çukurova und am Gebirgsrand des Taurus im 16. Jahrhundert keine Dörfer, im Gebiet um Sis (Kozan) und Kars Zülkadriye (Kadirli) allerdings schon, denn sie lagen dort im toten Winkel zwischen den nomadischen Zugtrassen. Eine kartographische Darstellung von Hütteroth und Soysal zeigt dies überaus deutlich.
Seit dem 17. Jahrhundert begann der Verfall der staatlichen Organisation und damit die Herrschaft der Stämme in der Çukurova. Infolge der generellen Unsicherheit und der durch innenpolitische und wirtschaftliche Gründe ausgelösten Unruhen in Anatolien verließen viele Bauern ihre Wohnplätze und gaben ihre Ackerflächen auf. Gegen Ende des 17. Jahrhunderts (1691–1696) hat die Regierung bereits Versuche unternommen, das soziale und wirtschaftliche Leben auf dem Lande durch Nomadenansiedlung wieder sicherer zu machen, denn diese fügten der bäuerlichen Bevölkerung mit Viehtrieb auf bestellte Felder, Entführungen und Mord erhebliche Schäden zu. Die Siedlungs-Dichte und deren Einwohnerzahl ging innerhalb von 100 Jahren deutlich zurück. Ende des 17., Anfang des 18. Jahrhunderts waren manche Amtsbezirke fast menschenleer und verwüstet, im Gebiet um Adana und Kadirli lagen verlassene Dörfer und aufgegebene Felder. Damals bereits sollten die Dulkadir-Stämme mit etwa 1300 Zelten (Hane) in Ayas, Berendi und in Kınık angesiedelt werden. Bemühungen, Nomaden sesshaft zu machen sowie die verlassenen Orte wieder zu besiedeln und deren Felder zu bewirtschaften, blieben erfolglos, denn die Stämme gingen bald wieder auf Raubzüge.

### Die Çukurova seit dem 19. Jahrhundert
Bis zum letzten Drittel des 19. Jahrhunderts war die Çukurova unsicher und im Besitz von Stammesfürsten und Nomadenhäuptlingen, die die Region in unabhängige Territorien und in periodisches Weide- und Durchzugsland verwandelt hatten. Der saisonale Aktionsradius der Nomaden, die in der Çukurova überwinterten, reichte von den Grenzen der Provinzen Niğde und Kayseri bis Elbistan und Maraş und von dort nach Antakya. Die Rekonstruktion der Herrschafts- und Winterweidegebiete der Stämme, die damals bereits vor der „Fırka-i Islahiye“ in der Çukurova waren, ergibt nach Mustafa Soysal in etwa folgendes Bild:
Menemenci-Oğulları: Herrschaftsgebiet im Landkreis (Kaza, İlçe) von Karaisalı schon seit dem 18. Jahrhundert; erzwungene Ansiedlung erfolgte 1864 durch die Fırka-i Islahiye.
Karsantı-Oğulları: Herrschaftsgebiet im Amtsbezirk (Nahiye, Bucak) Karsantı (heute Aladağ). Beide Stämme verwalteten Karaisalı und Karsantı wie unabhängige Territorien; erzwungene Ansiedlung erfolgte ebenfalls 1864 durch die Fırka-i Islahiye.
Karahacılı- und Bahşiş-Stämme: Winterweidegebiet in der Yüreğir-Ebene im Tertiärhügelland nördlich von Adana zwischen Seyhan und der Straße nach Kozan schon seit dem 18. Jahrhundert (1741) bzw. im Amtsbezirk (Nahiye, Bucak) Sarıçam; Ansiedlung hier um 1863 bereits vor der Fırka-i Islahiye in 27 Dörfern.
Karakayalı-Stamm: Der Stamm kam Anfang des 19. Jahrhunderts aus dem Westen der Türkei, sein Winterlager war im Nordosten der Çukurova nördlich von Tarsus und Adana; wurden zwischen 1855 und 1870 angesiedelt; die Stammesmitglieder blieben aber Halbnomaden; heute leben sie noch in 11 Dörfer in der Yüreğir-Ova, die alle, bis auf eines, im Südwesten der Yüreğir-Ebene liegen.
Sırkıntı-Oğulları: Größter Stamm in der Yukarı Ova zwischen Adana und Sis (Kozan); sie wurden durch die Fırka-i Islahiye 1865/1870 sesshaft gemacht; sie leben heute im Amtsbezirk (Nahiye, Bucak) Kırmıt (Sağkaya) noch in 12 Dörfern.
Kozan-Oğulları (Varsak): Mächtigste Herren im Gebirgshinterland der Çukurova von Kozan ausgehend nach Norden zwischen Zamantı und Göksu bis nach Hacın (Saimbeyli); schon seit dem 16. Jahrhundert im Gebiet der heutigen Kreise Kozan, Feke, Saimbeyli, das von den Stammesfürsten wie eine unabhängige Provinz, faktisch als autonomes Fürstentum, verwaltet wurde; Zwangsansiedlung erfolgte durch die Fırka-i Islahiye in fast allen Dörfern des Landkreises Kozan.
Bozdoğan-Stamm: Winteraufenthalt war schon im 18. Jahrhundert (1741) in den Amtsbezirken (Nahiye, Bucak) Sarıçam und Sis (Cebel-i Tur/Kozan) südlich von Kadirli zwischen Savrun (Nebenfluss des Ceyhan im Westen) und dem Ceyhan (im Osten); Stammesmitglieder wurden bereits um 1850/65 dort sesshaft gemacht (13 Dörfer südlich von Kadirli) sowie im Landkreis Yumurtalık (7 Dörfer) und im Amtsbezirk Misis und in der Yüreğir-Ebene (6 Dörfer).
Cerid- und Tecirli-Stämme: Winteraufenthalt war bereits seit dem 18. Jahrhundert östlich des Ceyhan im heutigen Landkreis Ceyhan sowie in der Umgebung von Haruniye (heute Amtsbezirk bei Osmaniye); 1859 dort angesiedelt.
Afscharen-Stamm: Ein großer Stamm; seit 1750 im Winter in der Yukarı-Ova, Sommerweiden lagen zwischen Sarız und Aziziye (heute Pınarbaşı) im Antitaurus; Stammesmitglieder wurden durch die Fırka-i Islahiye dort in den Landkreisen Pınarbaşı, Tomarza und Sarız auf der Uzun Yayla (Taurus) sesshaft gemacht.
Ulaşlı-, Küçükalioğlu-, Alibekiroğlu-, Reyhanlı-Stämme: Sie beherrschten das Amanos-Gebirge; Sesshaftmachung erfolgte im Rahmen der Fırka-i Islahiye.
Abgesehen von den oben genannten Stämmen leben heute noch die Beydilli (Beğ-Dilli), als „Türkmenen“, sowie Akçakoyunlu und Karakoyunlu, als „Yörüken“ bezeichnet, und Şarklı in der Çukurova.

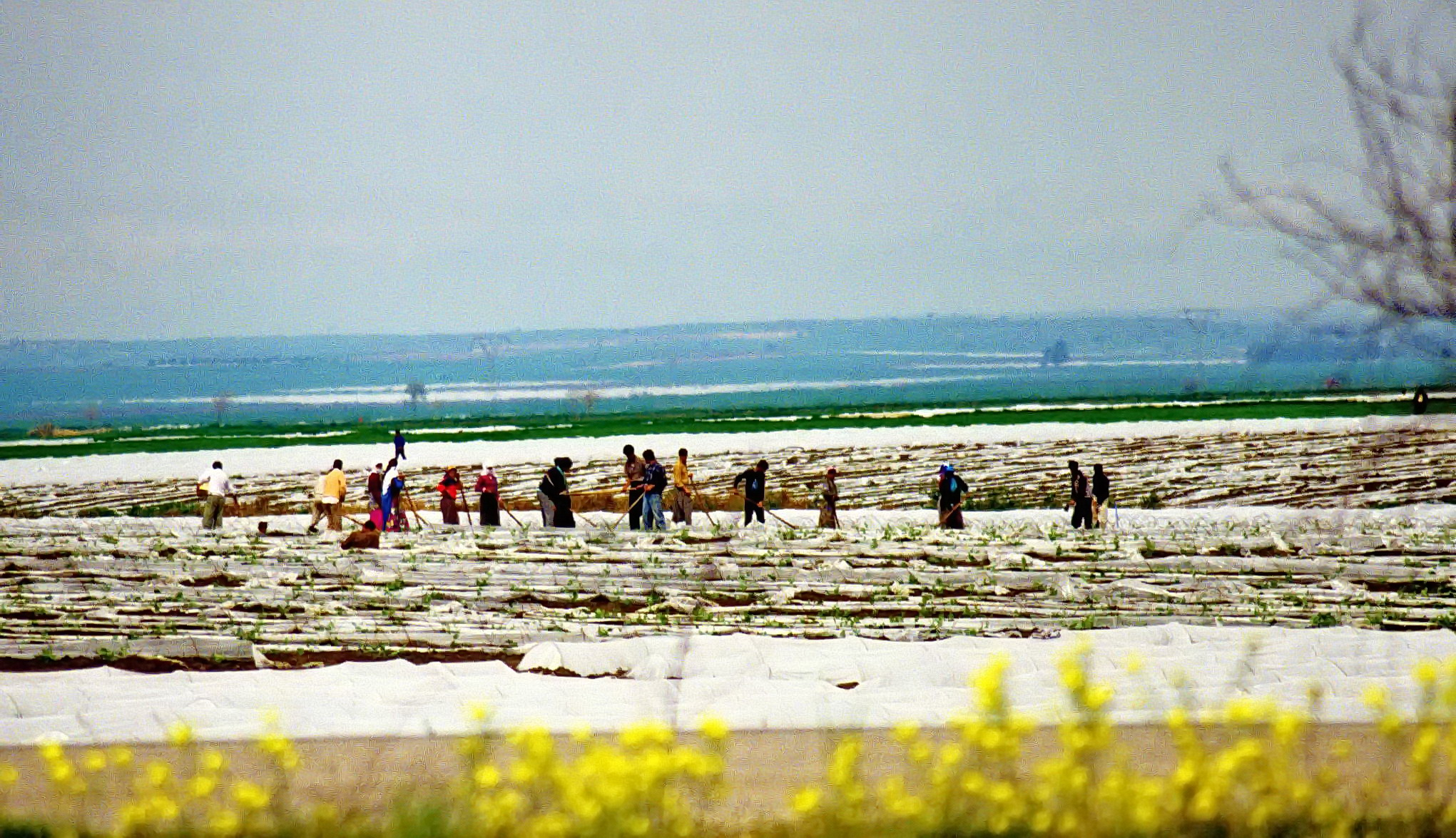
Wanderarbeiter in der Çukurova bei der Arbeit in Gemüsekulturen unter Plastik bei Ceyhan (Türkei).

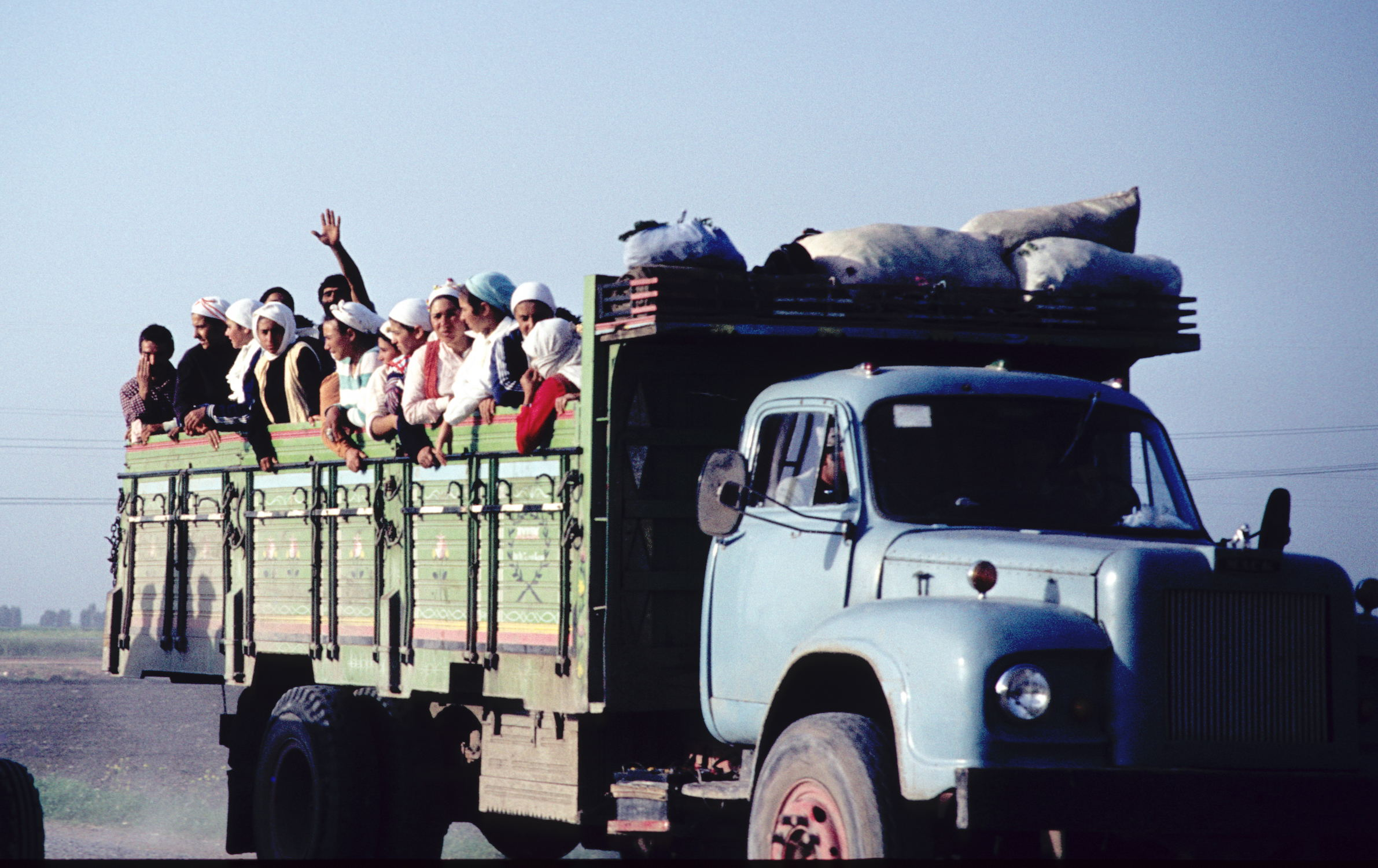
Viele der Wanderarbeiter in der Çukurova werden täglich während der Baumwollernte per Lkw morgens von Ihrem Lagerplatz abgeholt und abends wieder dorthin zurückgebracht.

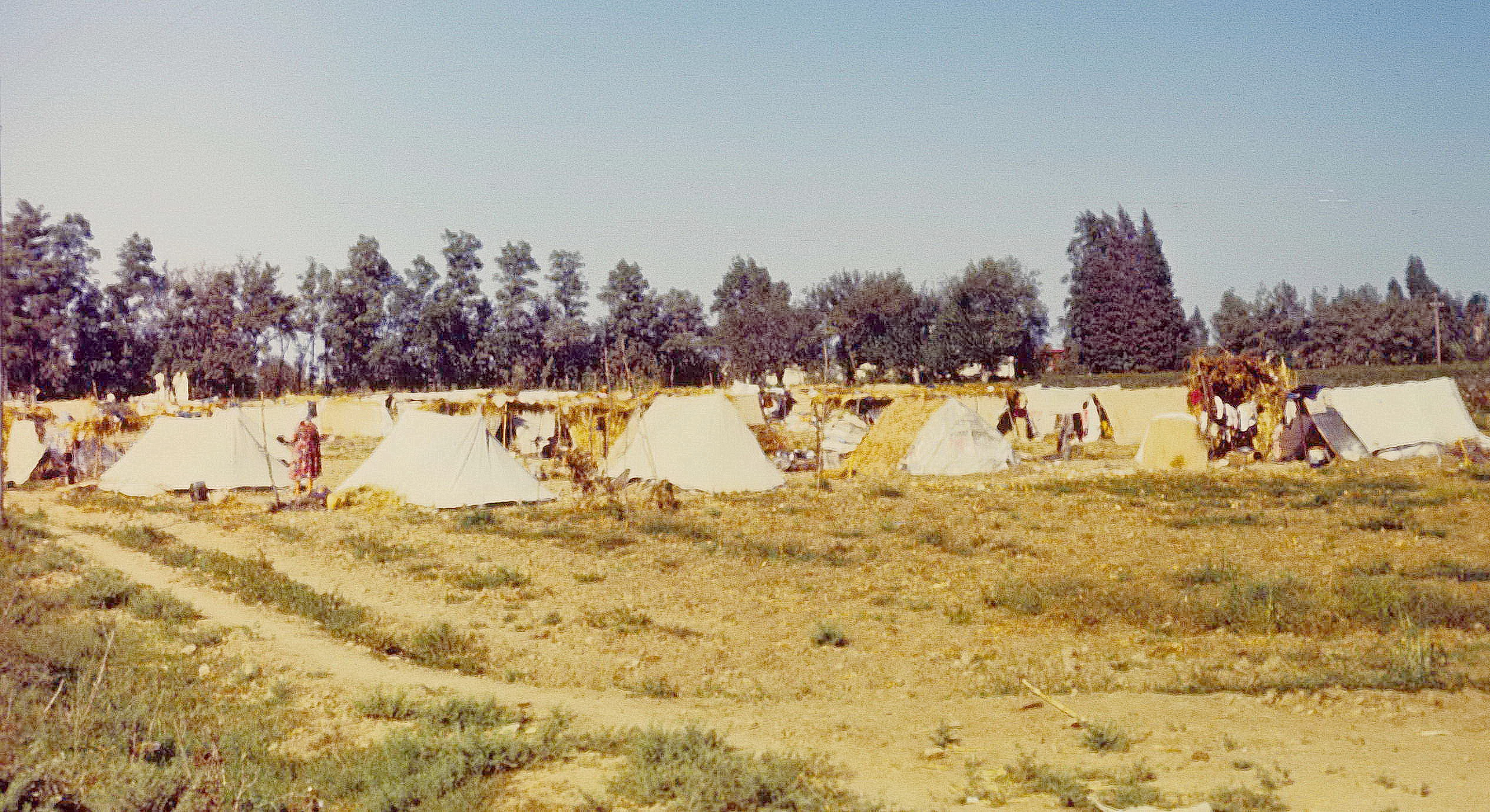
Typisches Zeltlager von Wanderarbeitern in der Çukurova bei Kadiköy, Yüreğir-Ova.

Mitte des 19. Jahrhunderts erfolgte nicht nur die Ansiedlung von Nomaden in der Çukurova, sondern seit etwa 1850 auch eine Muhacir-Kolonisation. Sie war verantwortlich für das Verschwinden der ausgedehnten Eichenwaldungen ab 1870. Die Zunahme sesshafter Bevölkerung und die Ausweitung der Ackerflächen in der Çukurova, die ohne jeden Plan erfolgte, führten letztendlich dort zur radikalen Waldvernichtung. Bevor sie einsetzte, waren bereits Afrikaner aus Äthiopien in die Yüreğir- und Yumurtalık-Ova gekommen. Nach dem verlorenen Krimkrieg (1853 bis 1856) kam es zu einer ersten großen Einwanderungswelle von Glaubensflüchtlingen (Muhacır), Nogai-Tartaren aus Südrussland. Nach dem russisch-türkischen Krieg (1877–1878) folgte 1880 eine weitere Flüchtlingswelle aus dem nordwestlichen Kaukasus (Kaukasus-Türken, Tscherkessen) und Krim-Tataren. 1880–1890 setzte eine starke Zuwanderung aus den Balkan-Ländern ein, die bis ins 20. Jahrhundert hinein andauerte. Nach dem verlorenen Balkankrieg kamen weitere Einwanderer im Zuge des Völkeraustausch mit Bulgarien (1913, 1951) und Griechenland (1923) in die Dörfer, von denen allerdings viele aus unterschiedlichsten Gründen später in die größeren Städte der Çukurova abwanderten.

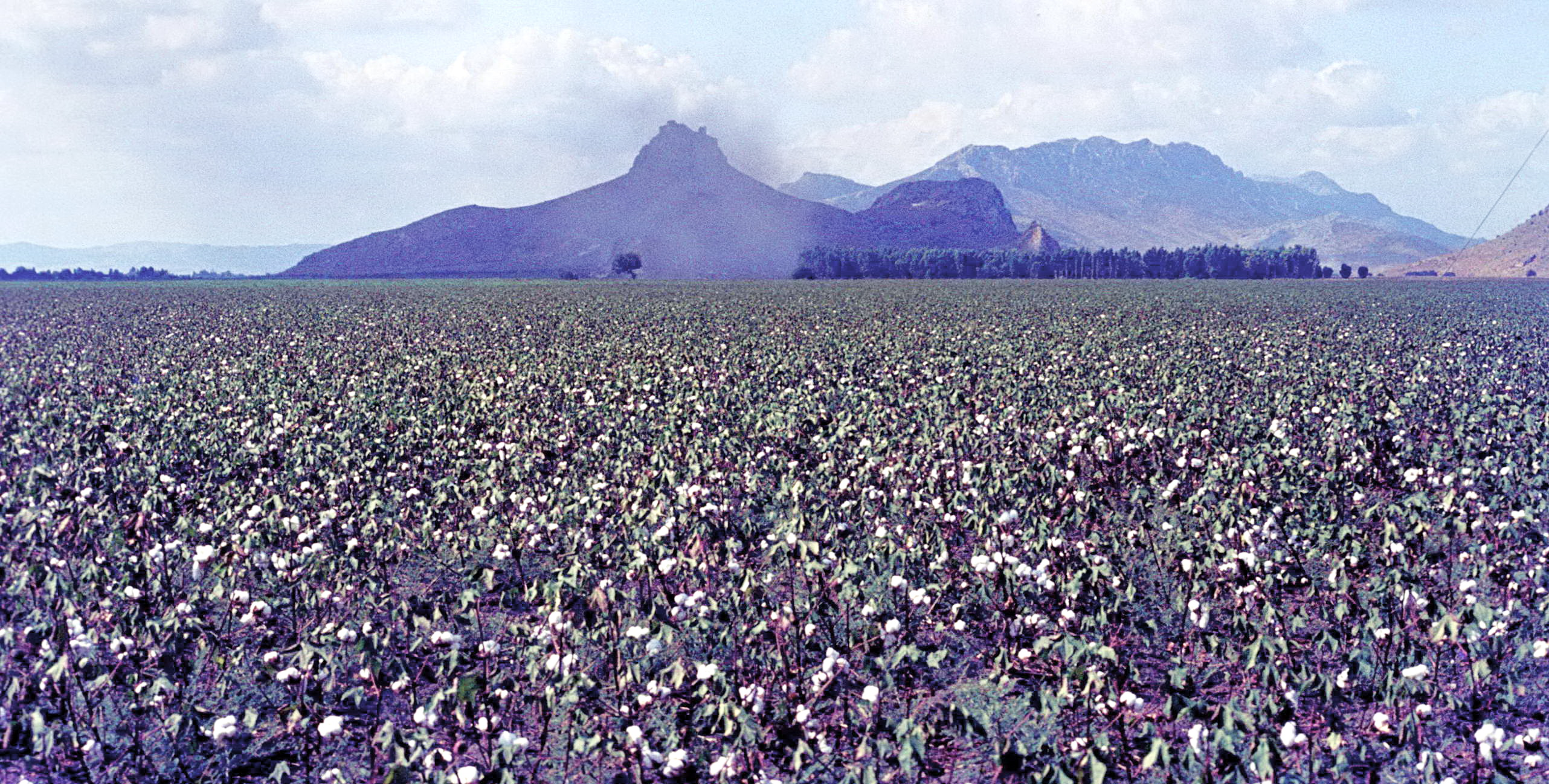
Über die riesigen Baumwollschläge der Çukurova fällt der Blick auf die kleinarmenische Burg Yılan Kalesi. Im Hintergrund die Höhenzüge des Uyuz Dağı.

Mitte der 1930er Jahre schildert dann Henry Canova Vollam Morton die Çukurova in einem deutlich veränderten Licht: „Ich sah eine ungeheure grüne Ebene, die nur wenig über Meereshöhe liegt, eine halb tropische und meilenweit mit Baumwolle, Weizen und Tabak bebaute Fläche. Ochsen beugten sich langsam über die kakaofarbenen Furchen und zerrissen die Erde mit einer primitiven Egge.“ Anlage von Dörfern und Landnahme durch Zuwanderer, Gründung von Gutshöfen durch vermögende Städter hatten das Bild der Ebene zwischen 1900 und 1930 verändert. Mit einer Produktion von 27430 t Baumwolle in den Provinzen Adana und Kozan sowie den Kreisen Osmaniye und Bahçe in der Provinz Cebelibereket (Osmaniye) lieferte 1913 der Agrarraum der Çukurova 25,7 % der Baumwollerzeugung des gesamten damaligen Reichsgebietes. Die endgültige Kultivierung der Ebene ergab sich allerdings erst in den Anfangsjahrzehnten der jungen türkischen Republik – damals allerdings noch in Form von Regenfeldbau und ohne durchgreifende Intensivierungsmaßnahmen. Das geschah erst seit den 50er Jahren nicht zuletzt durch erste Drainagemaßnahmen in den versumpften Teilen der Ebene und die Einführung landwirtschaftlicher Maschinen zusammen mit dem Ausbau einer Baumwoll- und Textilindustrie.

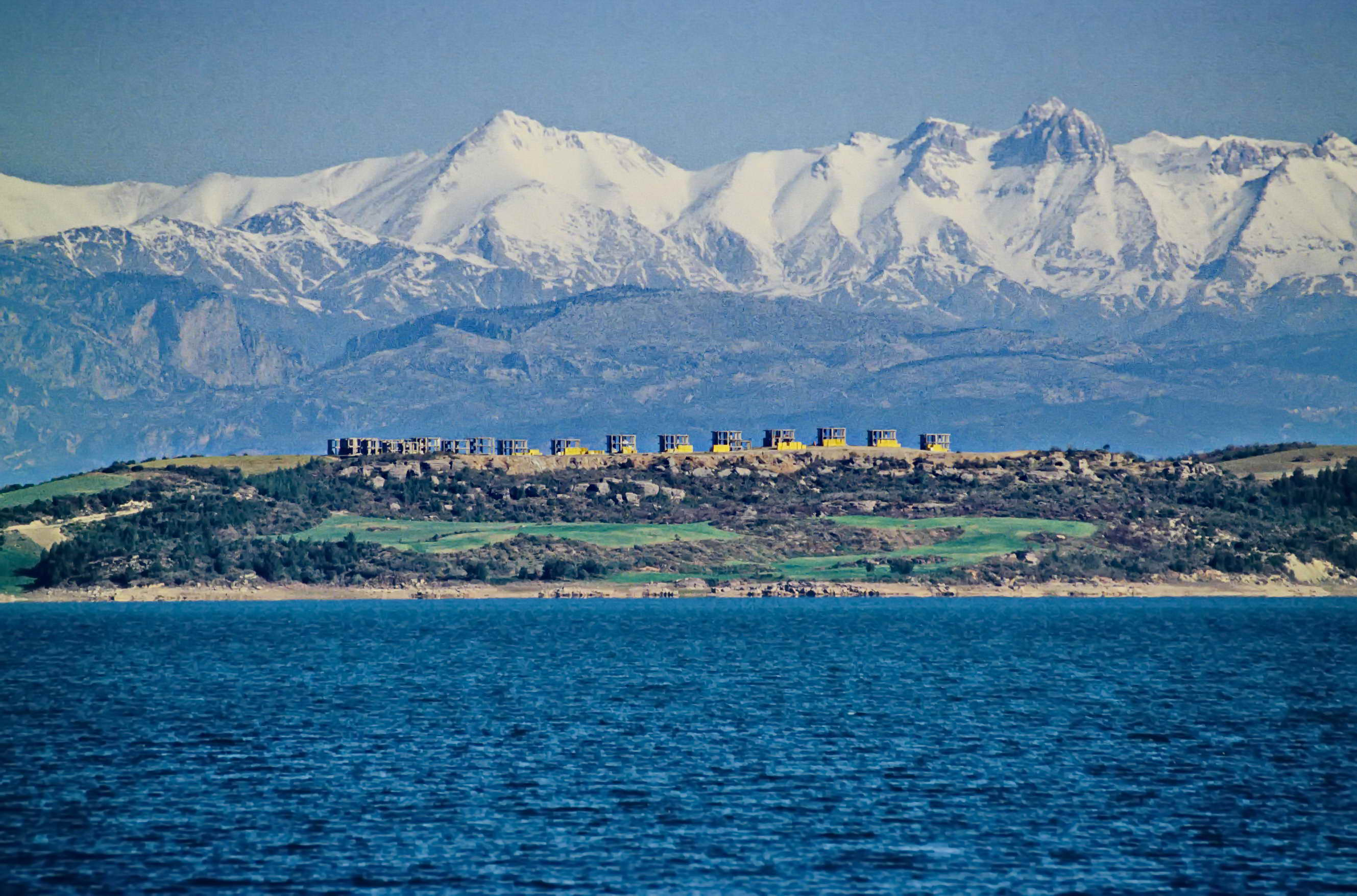
Unmittelbar am nördlichen Stadtrand von Adana wurde 1956 der Staudamm der Seyhan Barajı eröffnet, der den Fluss Seyhan zur Bewässerung, Stromgewinnung und Hochwasserkontrolle der Çukurova aufstaut. Im Umfeld entstanden vor der Kulisse des Taurus neue Wohnviertel für die Çukurova-Metropole.

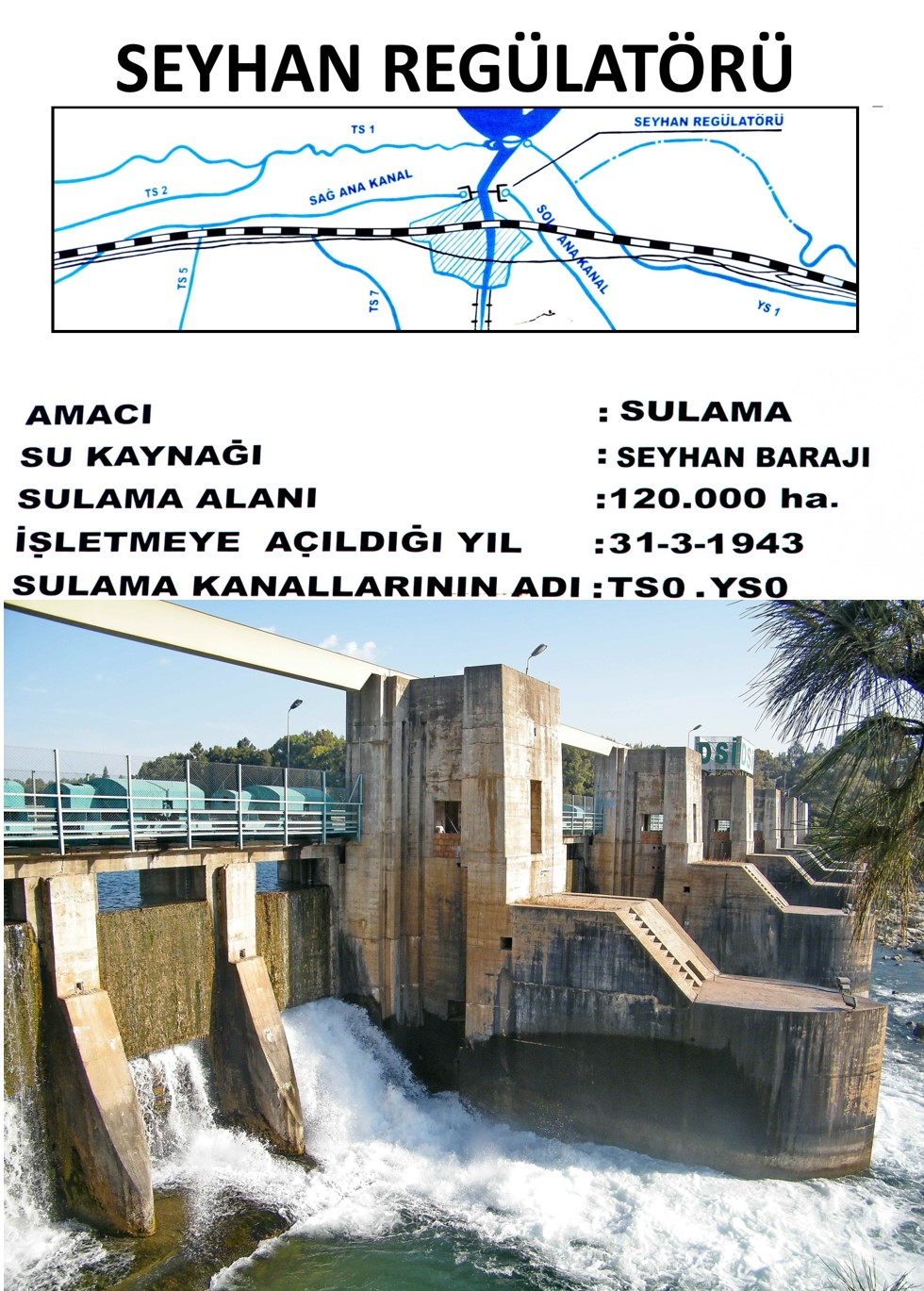
Bild (unten) und Plakat (oben) des großer Wasserverteilers (Seyhan Regulatörü) bei Adana vom September 2011 vermitteln einen Eindruck über Situation der Verteilung des Bewässerungswassers für einen Teil der Çukurova (Yüreğir-Ova) aus dem Seyhan bzw. dem Seyhan-Stausee. Der Wasserverteiler wurde bereits 1943 vor Anlage der heutigen Talsperre in Betrieb genommen.

Im Zusammenhang mit dem wachsenden Bewässerungsfeldbau begann Mitte des 20. Jahrhunderts der Bau von Talsperren und Kanälen in der Çukurova. Schon länger hatten die Flüsse Berdan Çayı (Tarsus Çayı), Ceyhan und Seyhan von Zeit zu Zeit ernsthafte Schäden durch Überschwemmungen verursacht, wobei besonders Adana durch den Seyhan tagelang unter Wasser gesetzt wurde, landwirtschaftliche Flächen schwer beschädigt wurden und es sogar zu Todesfällen kam. Mit dem gehäuften Auftreten solcher Überschwemmungen in den 1930er Jahren wurde zur Lösung dieses Problems zuerst 1943 eine Staustufe (Eski Barajı) mit einem großen Wasserverteiler (Seyhan Regulatörü) am Seyhan einschließlich großer Kanäle angelegt. 1956 wurde dann unmittelbar am nördlichen Stadtrand von Adana der Staudamm der Seyhan Barajı eröffnet, der den Seyhan zur Bewässerung, Stromgewinnung und Hochwasserkontrolle der Çukurova aufstaut, und 1967–1972 die Kozan Barajı am Kilgen Çayı, einem Zufluss des Ceyhan. Im Umfeld der Seyhan-Talsperre entstanden vor der Kulisse des Taurus später die Çukurova-Universität sowie neue Wohnviertel für die Çukurova-Metropole.

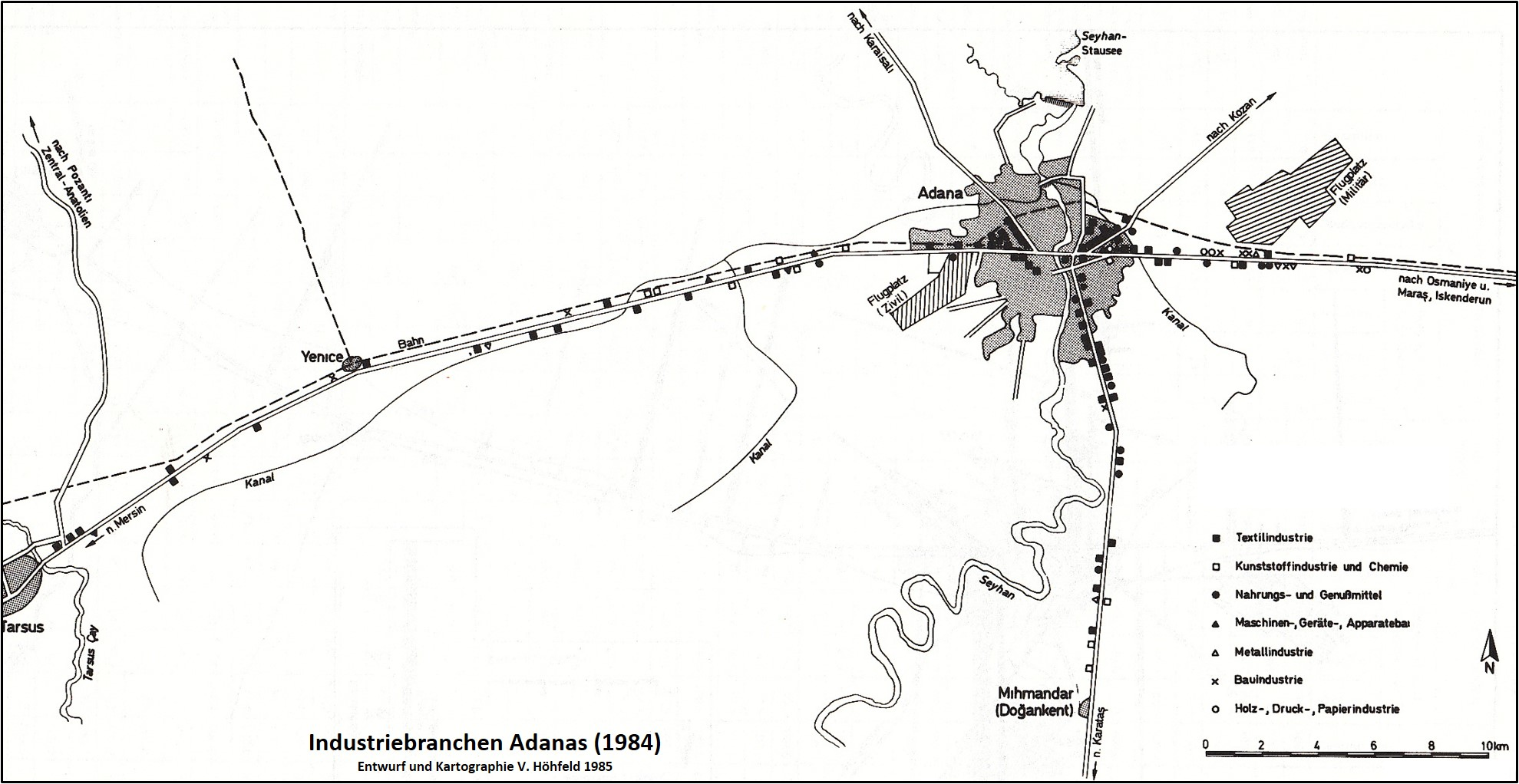
Die Karte zeigt die Standorte der einzelnen Industriebetriebe nach Branchen in der Çukurova im Umfeld von Adana zum Zeitpunkt 1984.

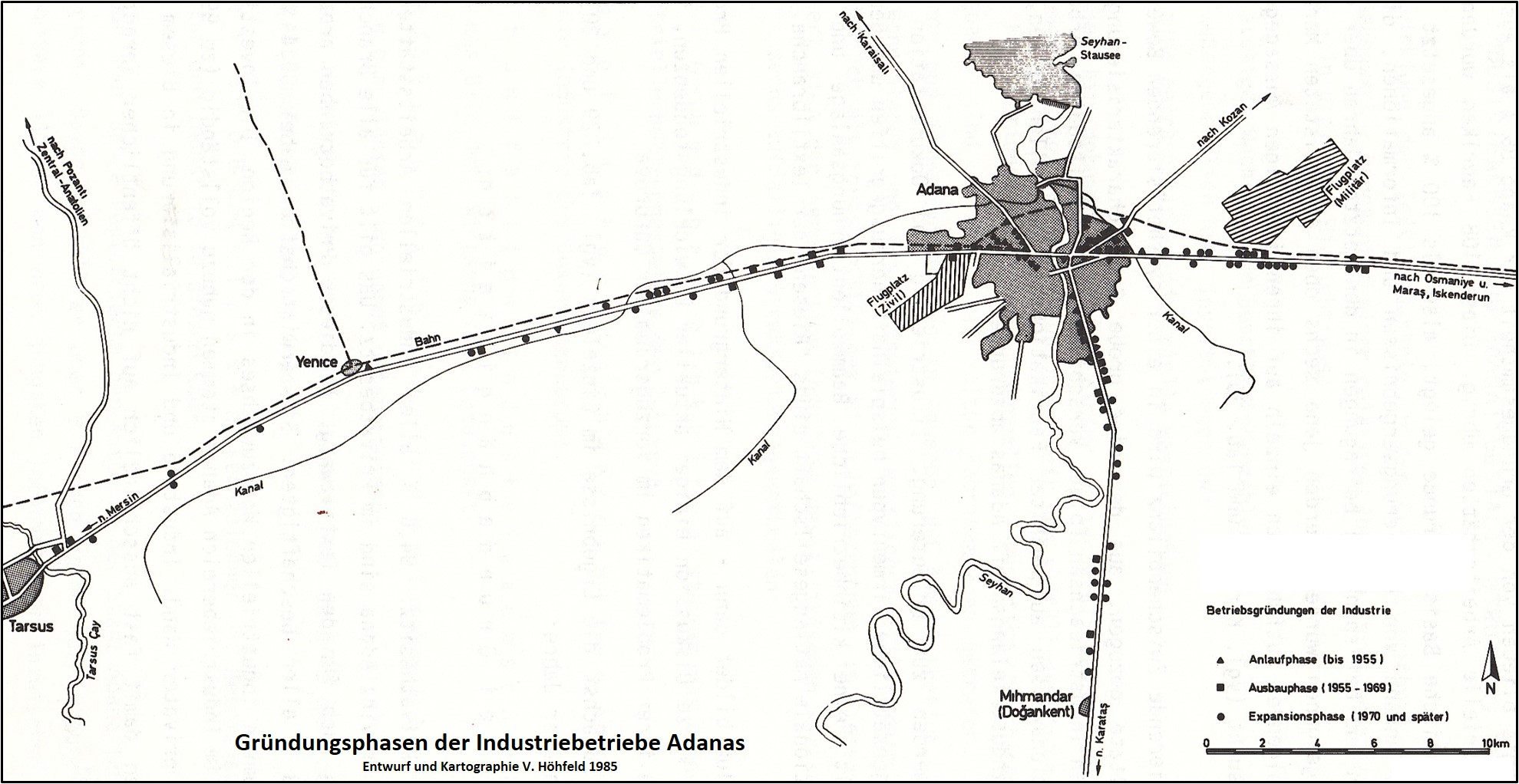
Die Karte zeigt die drei Gründungsphasen der Industriebetriebe in der Çukurova im Umfeld von Adana seit Beginn der Industrialisierung bis Mitte der 1980er Jahre.

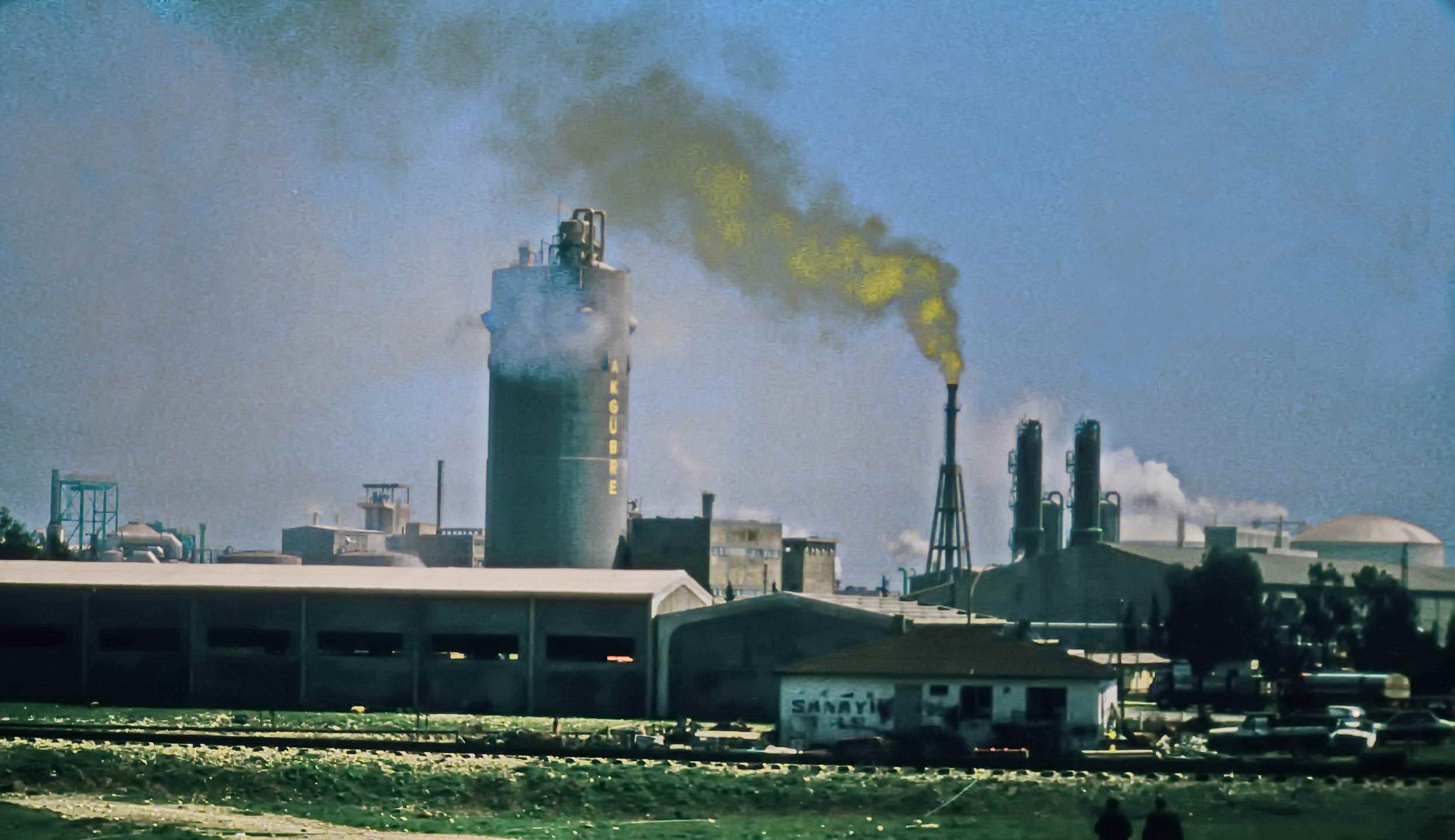
Blick auf die Düngerfabrik Akdeniz Gübre Sanayi A.Ş. im April 1988 in Mersin, eine türkisch-kuwaitische Partnerschaft. Die Anlage, deren Bau 1968 begann, nahm 1972 die Produktion auf und wurde im Rahmen des zwischen 1984 und 1987 durchgeführten Sanierungsprojekts grundlegend renoviert. Nachdem Akdeniz Gübre 1990 erstmals zur Tekfen Holding kam und 2005 mit Toros Tarım fusionierte, wurde das Werk in „Toros Tarım Mersin Production Facility“ umbenannt.

Die Expansion der Industrie in der Çukurova und die engen Verflechtungen der Textilindustrie dort mit der Landwirtschaft und mit Teilen anderer Industriebranchen, wie Maschinenbau, Chemie oder Nahrungsmittelherstellung, hat auffällige Strukturen geschaffen. Wanderarbeiter aus dem Gebirgshinterland und aus dem anatolischen Hochland arbeiten seit Jahrzehnten zu Hunderttausenden in den Zitrusanlagen, auf den Melonenfeldern und den Reisplantagen, vor allem aber auf den Baumwollpflanzungen. In manchen Jahren sind über 50 % der Anbaufläche der Çukurova mit Baumwolle bestellt. Heute reiht sich entlang der großen Fern- und Stichstraßen um das Çukurova-Zentrum Adana Industriebetrieb an Gewerbebetrieb: Textilfabriken, Entkernungsanlagen für Rohbaumwolle, aber auch Zulieferbetriebe und Nachfolge-Industrien. Die Industrie- und Handelskammer von Adana vermerkt Anfang der 80er Jahre 52 Baumwollentkernungsanlagen und -pressen und 19 größere Spinnereien bzw. Webereien mit insgesamt 27898 Beschäftigten. Das statistische Jahrbuch für Industrie weist 71 Betriebe der Textilbranche mit 24471 Beschäftigten und für den Gesamtraum der Çukurova (Adana und İçel) 89 Textilfabriken mit 30703 Arbeitern aus. Das bedeutet, dass damals ca. 15 % aller türkischen Textilarbeiter in den Städten der Çukurova tätig waren – und zwar in 4,5 % der Textilbetriebe des Landes. Von den Baumwollflächen der Türkei lagen 1980 ca. 30 % in der Provinz Adana. Auf ihnen wurden ca. 22 % der gesamten türkischen Baumwolle produziert. Die Region Çukurova mit ihren wachsenden Städten Adana, Tarsus, Mersin, Ceyhan und Osmaniye ist gegenwärtig nicht nur Standort von drei modernen Universitäten, sondern versorgt das Land und die Welt mit internationalen Industrie-Produkten von Firmen wie (Auswahl):
- Çukurova Holding (Industrie- und Handelskonglomerat für Industrie, Bauwesen, Kommunikation und IT, Medien, Verkehr, Finanzdienstleistungen und Energie; gegründet 1923 in Tarsus/Mersin, Hauptsitz in Istanbul, mittlerweile in Einzelunternehmen übertragen);
- SANA (Lebensmittel-Industrie Unilevers, nach 1953 jahrzehntelang führende Margarine-Marke in der Türkei);
- TEMSA (Kfz; Stadtbusse, Reisebusse und Kleinlaster);
- BOSSA (eines der fünf größten Textilunternehmen Europas);
- BOTAŞ (Öl- und Erdgastransport, Gashandel):
- Özmaktaş-Özaltın (Kfz; Pick-ups, Kleinbusse und Pritschenwagen 1999–2009);
- Koch Industries (Chemieunternehmen);
- AKGÜBRE (Düngerfabrik Akdeniz Gübre Sanayi A.Ş. in Mersin seit 1972; 1990 bzw. 2005 Fusion zu Toros Tarım Mersin Production Facility);
- PILSAN (Batterie-Industrie);
- Huncalife (Kosmetik-Industrie);
- SASA (SASA Polyester Sanayi A.Ş., Kunststoffe, Garne);
- LASSA (Auroreifen-Hersteller);
- CIMSA (Fertig-Beton);
- AKMETAL (Metallbleche-Industrie);
- Pakmil Yag ve Pamuk (Baumwollspinnerei);
- Gramis Plastik (Kunststoff-Hersteller/Ceyhan);
- Olmuksan International Paper (Papierfabrik/Ceyhan);
- Bayer (Chemiewerke/Tarsus u. Mersin);
- Şişecam Düzcam – Trakya Cam (Glasfabrik/Tarsus);
- Bozkurtlar (Textilfabrik/Osmaniye).